# Lukáš Krpálek
Lukáš Krpálek (* 15. listopadu 1990 Jihlava) je český zápasník-judista, dvojnásobný olympijský vítěz z let 2016 a 2021, mistr světa z let 2014 a 2019 a trojnásobný mistr Evropy mezi seniory. Třikrát se stal vítězem ankety Sportovec roku o nejlepšího sportovce České republiky. Poprvé zvítězil v roce 2016, vítězství zopakoval v letech 2019 a 2021. V roce 2016 získal ocenění v kategorii sportovní výkon roku v anketě Sportovec Kraje Vysočina. V anketě Sportovec Kraje Vysočina za rok 2020 získal v kategorii sportovní výkon roku 1. místo. V červnu roku 2021 proběhlo opožděné předání, kdy obdržel Kamennou medaili Kraje Vysočina. V roce 2021 se mu rozhodl udělit prezident republiky Miloš Zeman medaili za zásluhy I. stupně o stát v oblasti sportu. Byl oceněn v anketě Sportovec Kraje Vysočina v roce 2021 v kategorii Sportovní výkon roku. V roce 2022 obdržel ocenění Sportovec dvacetiletí Kraje Vysočina.

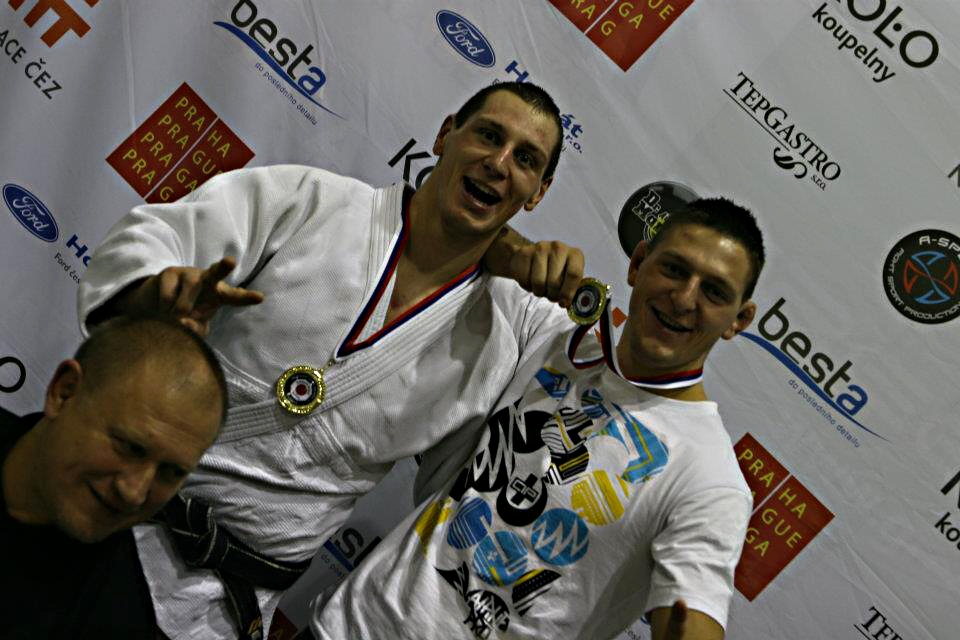
Bratři Krpálkové a trenér Jaromír Lauer

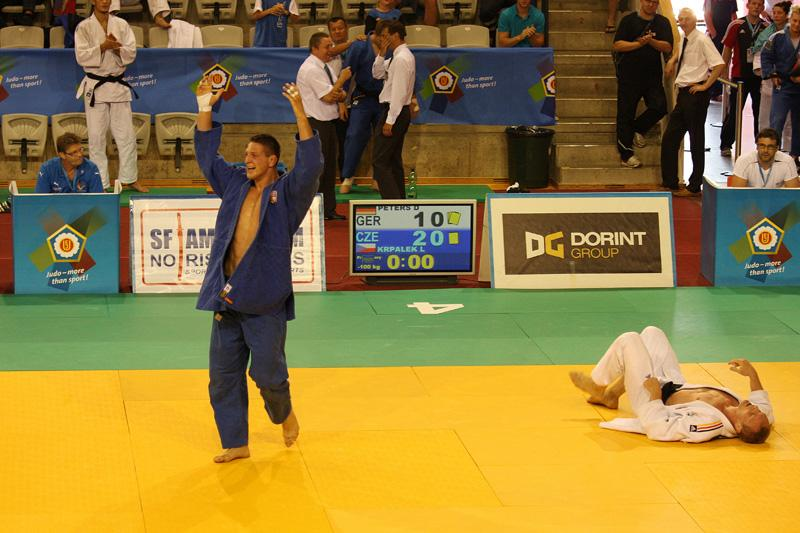
Lukáš Krpálek při SP Praha 2012

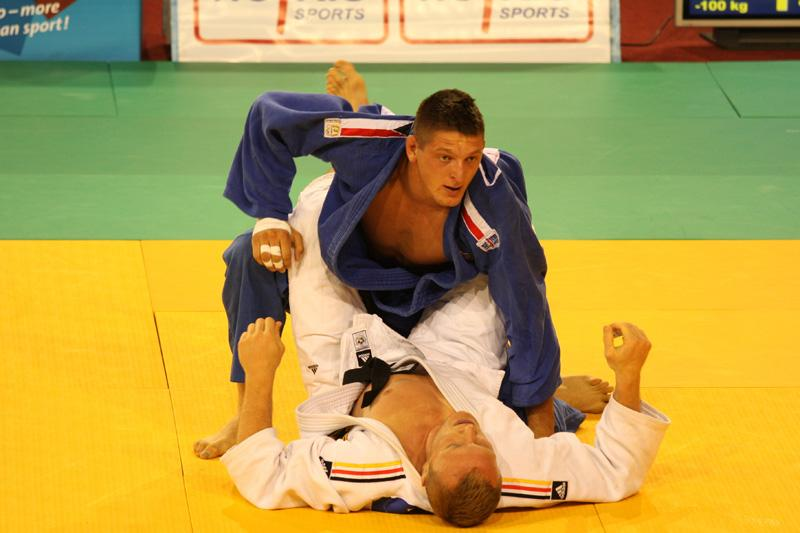
Lukáš Krpálek v zápase s Dmitrijem Petersem na SP Praha 2012

## Osobní život
Studoval Střední školu technickou v Praze 4 (ulice Zelený pruh), obor truhlář.
V roce 2013 si dodělal maturitní zkoušku na střední podnikatelské škole (1. KŠPA) a následně byl přijat na vysokou školu tělesné výchovy a sportu Palestra. Je zaměstnancem Vysokoškolského sportovního centra při MŠMT. Je vášnivým sběratelem motorek a nejraději relaxuje u vody lovem ryb.
Starší bratr Michal Krpálek mu v začátcích jeho sportovní kariéry vytvářel zázemí pro vrcholový sport – na olympijských hrách v Londýně byl členem české výpravy jako sparingpartner a v roce 2012, kdy přebýval ve sportovní hale na Folimance, mu vařil.
V sobotu 13. června 2015 před polednem se na zámku v Bechyni oženil se svou přítelkyní Evou Kaderkovou. Jeho tchánem se tak stal prezident Českého tenisového svazu Ivo Kaderka. S manželkou Evou má syna Antonína (* 2016) a dceru Marianu (* 2018).
V květnu roku 2020 bylo oznámeno, že Lukáš Krpálek obdrží v listopadu téhož roku medaili Kraje Vysočina.

## Sportovní kariéra
S judem začínal v 6 letech v rodné Jihlavě pod vedením Josefa Šimáčka a později Pavla Šimáčka. Jeho první trenér ho v jednom z dílů olympijského magazínu České televize popisoval jako dítě velmi vysoké, hubené, ale po pohybové, gymnastické stránce nenadané. V roce 2005 si ho začínající trenér Jaroslav Švec stáhl do Brna do Institutu tradičního karate a juda (SCM Brno), kde se stal v roce 2005 členem dorostenecké reprezentace vedené Václavem Červínem. V roce 2006 dosáhl svého prvního mezinárodního úspěchu, když na mistrovství Evropy dorostenců získal stříbrnou medaili. V juniorské reprezentaci tehdy vedené Petrem Lacinou se pohyboval od roku 2007 a od téhož roku přestoupil z Brna do Prahy. Od roku 2008 je členem klubu USK Praha na Folimance.
Mezi juniory na sebe poprvé výrazně upozornil na mistrovství Evropy juniorů konaného v Praze, když jako jediný český juniorský reprezentant (prvním rokem junior) dokázal proniknout do bojů o medaile a obsadit pěkné 5. místo. V roce 2008 již potvrzoval náležitost mezi juniorskou světovou špičku v polotěžké váze a na podzim téhož roku získal ceněný double, titul mistra Evropy a světa mezi juniory, na čemž má podíl i tehdejší trenér juniorské reprezentace Petr Smolík.
Od roku 2009 přešel s trenérem Lacinou mezi seniory, ale na svůj první velký turnaj mistrovství Evropy seniorů v Tbilisi ze zdravotních důvodů neodcestoval. Dne 6. června dosáhl svého prvního úspěchu ve světovém poháru, když vyhrál turnaj v rumunské Bukurešti. Koncem srpna startoval na svém prvním mistrovství světa seniorů v Rotterdamu, ale vypadl v prvním kole s Francouzem Cyrillem Maretem. Od podzimu 2009 se datuje jeho rivalita s Ázerbájdžáncem Elmarem Gasimovem, který ho dokázal porazit ve finále mistrovství Evropy juniorů. Náladu si spravil po měsíci na mistrovství světa juniorů v Paříži, kde obhájil titul juniorského mistra světa.
Ve své první seniorské sezóně 2010 postupně pronikal mezi užší světovou špičku v polotěžké váze. Jeho největším soupeřem v roce 2010 byl Japonec Takamasa Anai. V únoru s Anaijem prohrál ve finále německého grand prix v Düsseldorfu a v srpnu na mistrovství světa v Tokiu ve třetím kole. V roce 2011 poprvé útočil na velkou seniorskou medaili na mistrovství Evropy v Istanbulu, ale nestačil na dva gruzínské reprezentanty a obsadil 5. místo. V červnu však následovala série tří po sobě jdoucích vyhraných turnajů světového poháru, korunovaná první mužskou medailí z mistrovství světa v Paříži v éře samostatnosti Česka.

### Londýn 2012
Do olympijského roku 2012 vstupoval s vidinou jisté účasti na olympijských hrách v Londýně. Začátkem roku mu však přípravu zkomplikovalo zranění zad (vyhřezlá ploténka), které si přivodil na jednom z tréninků. Měsíc netrénoval, i přesto dokázal vyhrát koncem února světový pohár v Praze. Na mistrovství Evropy v Kazani však nečekaně vypadl ve druhém kole s Rusem Zafarem Machmadovem. Na olympijské hry v Londýně se kvalifikoval přímo jako světová jedenáctka. Přípravu na olympijské hry mu zkomplikovala jeho vášeň pro motorky. Při opravě motocyklu si týden před hrami obnovil zranění zad, které však dokázal rychle vyřešit s pomocí fyzioterapeuta.
Dne 2. srpna startoval v polotěžké váze na olympijských hrách v Londýně. V prvním kole měl volný los, ale ve druhém kole proti němu stál Japonec Takamasa Anai. Ten ovšem pouze vzpomínal na slávu z roku 2010 a stal se jeho relativně snadnou kořistí. V zápase si hlídal jeho šikovné nohy a v polovině zápasu ho dostal na zem a do držení. Po 25 sekundách držení zvítězil na ippon. Ve čtvrtfinále se utkal s úřadujícím mistrem světa Tagirem Chajbulajevem z Ruska. V zápase se ujal vedení po o-uči-gari na yuko a tento náskok se snažil v poslední minutě udržet v boji na zemi (ne-waze). Chajbulajevovi se však podařilo vysmeknout z téměř neřešitelné situace a nasadit mu držení. Po 25 sekundách bylo rozhodnuto a po porážce Krpálek putoval do oprav. V opravách v cestě za bronzovou olympijskou medailí mu však cestu zkřížil zkušený Nizozemec Henk Grol. Nizozemec v opravách ukázal větší vůli po bronzové medaili, v úvodu zápasu jej chytil a nádhernou uči-matou ho poslal k zemi na ippon. Obsadil konečné sedmé místo, a byť se tehdy jednalo o mimořádný úspěch českého juda, jeho samotného čtvrtfinálová prohra provázela v myšlenkách do dalších sezon.

### 2013–2015
Do nového olympijského cyklu vstoupil vítězstvím na Judo Grand Slam Paris, který patří společně s Kano Cupem mezi dva nejprestižnější turnaje světa. Za vítězství obdržel 500 bodů do žebříčku IJF a dne 13. února 2013 se poprvé ve své kariéře stal světovou jedničkou. Na mistrovství Evropy v Budapešti potvrdil roli favorita a vybojoval zlatou medaili. Kvůli maturitám vynechal koncem května prestižní turnaj mistrů a přišel tím o místo světové jedničky. Díky maturitě a následnému přijetí na vysokou školu však dostal možnost startovat na letní univerziádě v Kazani. Na univerzitních hrách v neděli 7. července získal zlatou medaili, když ve finále vrátil porážku z mistrovství Evropy 2012 Rusu Machmadovovi. Za tři dny potvrdil, že má výkonnost porážet váhově těžší soupeře. Pavoukem prošel v kategorii bez rozdílu vah až do finále. Ve finále dlouho prohrával s Japoncem Momosem. Ten se však v poslední minutě vyčerpal a Krpálek ho nátlakem donutil ke čtvrté chybě (varování). To znamenalo hansoku-make (diskvalifikaci) a druhou zlatou medaili z jednoho turnaje pro Krpálka. Na mistrovství světa v Riu de Janeiru bojoval s bolavým loktem. Své první dva soupeře porazil na zemi. Mezi nimi svého přemožitele z mistrovství světa v roce 2011 Kazachstánce Rakova. Ve čtvrtfinále svedl tvrdý boj s Uzbekem Sajidovem a vyhrál na menší počet penalizací. V semifinále mu však vrátil prohru z finále mistrovství Evropy Nizozemec Grol, v závěru technikou uči-mata-gaeši na ippon. V boji o třetí místo porazil Krpálek Japonce Ona a vybojoval bronzovou medaili. V prosinci pak vyhrál prestižní turnaj Kano Cup v Tokiu.
V roce 2014 na prestižním pařížském turnaji prohrál až smolně ve finále s domácím Maretem. Následně ovšem utrpěl několik menších zranění – natržený sval v rameni nebo zranění kolene při domácím světovém poháru v zápase s Maďarem Borem – která mu znemožnila optimální přípravu na mistrovství Evropy. Koncem dubna tedy na mistrovství Evropy nestartoval v optimální formě. Hned v prvním zápase musel dohánět bodovou ztrátu (wazari), ale nakonec zkušenostmi a svým tradičně silným ne-waza obhájil titul mistra Evropy. Na mistrovství světa v srpnu se ukázal ve velmi dobré formě. Nejtěžší zápas ho čekal v semifinále proti Tagiru Chajbulajevovi, jemuž vrátil porážku z olympijských her na šido. Jeho finálový soupeř José Armenteros z Kuby byl překvapením turnaje a s vědomím jisté medaile i odevzdaným soupeřem. V druhé polovině ho Krpálek dostal na zem a do držení. Stal se poprvé mistrem světa mezi seniory. Do konce roku už se však na tatami neobjevil. Vynechal i prosincový Kano Cup kvůli problémům s kolenem.
V první čtvrtině roku 2015 rehabilitoval zraněné koleno a na tatami se vrátil v dubnu na světovém poháru v Záhřebu. V Záhřebu obsadil třetí místo. V květnu skončil druhý na prestižním turnaji mistrů. Koncem června odjížděl jako obhájce titulu na Evropské hry v Baku, které bylo zároveň mistrovstvím Evropy. Po výborném výkonu se dostal do finále, kde nestačil na svého velkého soupeře Nizozemce Henka Grola. Grol ho kontroval v polovině zápasu výpadem o-uči-gari za juko a bodový náskok udržel do konce. Na mistrovství světa v Astaně odjel s ambicemi obhájit loňský titul mistra světa. V samotný soutěžní den se však nepotkal s formou a po dvou porážkách od německých soupeřů nakonec obsadil pěkné 5. místo.

### Rio 2016
V olympijském roce 2016 startoval v únoru na pařížském Grand Slamu a vypadl ve druhém kole s Japoncem Aaronem Wolfem. Na konci měsíce února vyhrál před domácím publikem pražský Noris Cup. Na mistrovství Evropy v Kazani odjížděl s myšlenkami do turnaje nenastoupit kvůli bolavému ramenu. Po konzultaci s fyzioterapeutem do turnaje nastoupil, ale prohrál s prvním soupeřem Estoncem Grigorijem Minaškinem na body (wazari) po technice uki-waza.
Na olympijské hry v Riu se kvalifikoval přímo jako světová trojka. Před zahájením Her ho čeští sportovci zvolili vlajkonošem české výpravy. Dne 11. srpna zahájil své vystoupení na olympiádě v polotěžké váze proti Portugalci Jorgemu Fonsecovi a koncem druhé minuty prohrával na yuko. Podsaditý Portugalec mu svými pažními technikami dělal vážné problémy. Fonseca však s přibývajícími minutami začal jevit známky únavy a v poslední minutě Krpálek strhem sumi-gaeši za wazari otočil zápas ve svůj prospěch. Druhého soupeře Maxima Rakova z Kazachstánu si držel po celý zápas od těla a zvítězil na dvě šida (napomenutí). Ve čtvrtfinále se utkal s úřadujícím mistrem světa Japoncem Rjúnosukem Hagou, po výborném taktickém výkonu dokázal eliminovat jeho nejsilnější zbraň levou uči-matu a zvítězil nejmenším možným rozdílem na šido. V semifinále proti němu stál Francouz Cyrille Maret, proti kterému se mu v posledních zápasech na turnajích světového poháru nedařilo. V zápase s ním začal aktivně a v půlce se ujal vedení na šido, minutu před koncem nastoupil do své osobní techniky sumi-gaeši, z níž následně nasadil Maretovi držení (osae-komi) a udržel ho potřebných dvacet sekund na ippon. Ve finále se utkal s Ázerbájdžáncem Elmarem Gasimovem, s nímž od úvodu sváděl krásný otevřený souboj s několika nástupy do technik bez bodového ohodnocení. Finále rozhodla jeho lepší fyzická kondice, kdy v poslední minutě razantním nástupem do techniky ouči-gari poslal unaveného Gasimova na ippon. Získal zlatou olympijskou medaili a během vyhlašování vítězů připomněl památku nedávno zesnulého judisty Alexandra Jurečky. Po olympijských hrách avizoval záměr startovat do nového olympijské cyklu ve vyšší těžké váze nad 100 kg.

### 2017–2019
V únoru 2017 se poprvé po olympijských hrách objevil na soutěžním turnaji. Na Grand Prix v Düsseldorfu obsadil v nejvyšší váhové kategorii 5. místo. Dva týdny před mistrovstvím Evropy startoval v dubnu na Grand Prix Turecka v Antalyi a vybojoval po třech letech druhé vítězství ve Světovém poháru, první v nejtěžší váhové kategorii. Na mistrovství Evropy ve Varšavě ve čtvrtfinále nezachytil levé o-soto-gari Gruzínce Gurama Tušišviliho a spadl do oprav. Odtud postoupil do boje o třetí místo, ve kterém porazil na ippon technikou o-soto-otoši domácího Poláka Macieje Sarnackiho a získal bronzovou medaili.
V srpnu si v tréninku přetrhal vazy v levém kotníku a z mistrovství světa v Budapěšti byl nucen se dva týdny před jeho začátkem odhlásit. V prosinci se poprvé od zranění objevil na prestižním Kano Cupu a obsadil konečné druhé místo.
Rok 2018 zahájil v únoru třetím místem na pařížském Grand Slamu. V březnu na pražském Světovém poháru obsadil třetí místo. Na mistrovství Evropy v izraelském Tel Avivu koncem dubna startoval jako nasazená dvojka. Ve čtvrtfinále porazil v prodloužení svého tradičního soupeře z polotěžké váhy Nizozemce Henka Grola. Později ve finále dostal do osaekomi Tamerlana Bašajeva z Ruska a vybojoval svůj první titul mistra Evropy v těžké váze nad 100 kg.
V září startoval na mistrovství světa v Baku jako třetí nasazený. V přípravě ho netrápila žádná zranění, ale po silové stránce se necítil v pořádku. Do turnaje vstupoval se sníženou váhou 111 kg. V úvodním kole otočil ve svůj prospěch v závěrečné minutě zápas s Nizozemcem Henkem Grolem. V dalším kole porazil Mongola Tüvšinbajara, ve čtvrtfinále však takticky nezvládl zápas s domácím Ušangim Kokaurim. Po dvou waza-ari od Koukauriho spadl do oprav, ze kterých postoupil do boje o třetí místo proti Mongolu Dűrenbajarovi. Od úvodu zápasu si držel silovějšího Mongola levým úchopem od těla, ale v prodloužení chyboval a nechal se strhnout kontratechnikou na ippon. Obsadil tedy dělené 5. místo.
V říjnu vyhrál Grand Prix v mexickém Cancúnu. Závěr sezóny se mu však nevydařil, když na prosincovém Turnaji mistrů vypadl poprvé ve váze nad 100 kg v úvodním kole. Zimní turnaje nového roku 2019 vynechal a do programu světové tour naskočil začátkem dubna třetím místem na Grand Prix v turecké Antalyi. Na Evropské hry koncem června odjížděl v dobrém rozpoložení, ale v samotný soutěžní den se nepotkal s formou. Ve čtvrtfinále nestačil dobře připraveného ruského Oseta Inala Tasojeva a v souboji o třetí místo prohrál s Nizozemcem Henkem Grolem na wazari awasete ippon.
V červenci se poprvé utkal s legendou těžké váhy, dvojnásobným olympijským vítězem Francouzem Teddym Rinerem, kterému po výborném výkonu podlehl až v prodloužení technikou harai-goši. Mezinárodní judistická federace jejich vzájemný zápas zveřejnila na svém YouTube kanále, což obvykle nedělá. Na mistrovství světa v japonském Tokiu odjížděl v srpnu s ambicemi umístit se do 5. místa.
Mistrovství světa vynechal Francouz Teddy Riner, který se od své památné prohry s Daikim Kamikavou v roce 2010 před japonským publikem na žádném mezinárodním turnaji neukázal. 31. srpna nastoupil v těžké váze na tatami v hale Nippon Budókan. V prvních dvou kolech porazil své soupeře svým typickým způsobem po boji na zemi držením. Ve čtvrtfinále mu dlouho vzdoroval dobře připravený Nizozemec Roy Meyer, kterého vybodoval v prodloužení třetím trestem šido. V semifinále dostal v prodloužení do držení unaveného Jihokorejce Kim Min-čonga a postoupil do finále proti domácímu Hisajoši Harasawovi. Taktikou svázané finále se rozhodovalo v prodloužení, kdy oba soupeři měli na svém kontě po dvou trestech. Harasawa začal ve třetí minutě prodloužení jevit známky únavy čehož využil a svým tlakem donutil rozhodčího k udělení třetího rozhodujícího trestu pro svého soupeře. Po bezchybném taktickém výkonu získal svůj první titul mistra světa v těžké váze nad 100 kg.
Na konci roku startoval na Turnaji mistrů s cílem obsadit post světové jedničky. V semifinálovém souboji s Brazilcem Mourou se ale naplno projevily jeho bolesti zad, kvůli kterým následně nenastoupil do finálového zápasu proti Hisajošimu Harasawovi. Získal tak stříbrnou medaili. I přesto se mu post světové jedničky obsadit podařilo.

### 2020
Rok 2020 byl poznamenán pandemií koronaviru, která ovlivnila veškeré sportovní dění, judo nevyjímaje. Řada akcí byla odložena nebo rovnou zrušena, včetně akcí nejvýznamnějších jako olympiáda v Tokiu. Protipandemická opatření výrazně zasahovala i do přípravy sportovců.
Mistrovství Evropy v judu 2020 v Praze, které se původně mělo konat začátkem května 2020, bylo třikrát odloženo, a nakonec proběhlo až v listopadu a bez účasti diváků. Pro Krpálka šlo o první turnaj po 11 měsících. Po přípravě přerušené koronavirem nebyl v ideálním rozpoložení, což se v turnaji projevilo. V prvním kole měl jako nasazená jednička volný los, ve druhém kole po boji upáčil Němce Johannese Freye, ve čtvrtfinále však nestačil na Rusa Tamerlana Bašajeva, který zápas ukončil již po minutě a dvanácti sekundách. V opravách Krpálek sice zdolal Izraelce Oriho Sasona v nastaveném čase, v boji o bronz však na tatami jednoznačně dominoval Gruzínec Guram Tušišvili, kterému stačilo pouhých 40 sekund na to, aby předvedl dvě bodované techniky a ukončil tak zápas. Krpálek skočil bez medaile, na 5. místě.

### 2021
Rok 2021, jehož vrcholem byla letní, o rok odložená olympiáda v Tokiu, zahájil Krpálek únorovým grandslamovým turnajem v izraelském Tel Avivu, kde ovšem prohrál hned v prvním zápase na waza-ari s Bělorusem Alexandarem Vachovjakem. Na dalším grandslamu počátkem dubna v turecké Antalyi vybojoval bronz.
Mistrovství Evropy v judu 2021 se konalo v polovině dubna v portugalském Lisabonu. Krpálek měl v prvním kole volný los, ve druhém kole se mu vydařila odveta za únorovou porážku z Tel Avivu, když Bělorusa Alexandara Vachovjaka dostal v závěru zápasu do držení a zvítězil na ippon. Ve čtvrtfinále si poradil s Gruzíncem Levanim Matiašvilim, v semifinále však nestačil na neoblíbeného Nizozemce Henka Grola. V boji o bronz zdolal Izraelce Oriho Sasona úspěšným hodem po dvaceti sekundách nastavení.
Mistrovství světa v judu 2021 pořádané v první polovině června v Budapešti Krpálek vynechal, stejně jako řada dalších špičkových judistů dal přednost přípravě na olympiádu v Tokiu.

### Tokio 2020
Do olympijského turnaje byl Krpálek nasazen jako číslo 3. V prvním kole měl díky nasazení volný los. Ve druhém kole jej čekal Íránec Džavád Mahdžúb, startující pod hlavičkou Týmu uprchlíků. Krpálek zhruba v polovině zápasu vybojoval waza-ari a v poslední minutě duelu dostal soupeře do držení, což přineslo druhé waza-ari, v součtu pak ippon a konec zápasu. Za pravděpodobného protivníka pro čtvrtfinále byl před startem turnaje považován Nizozemec Henk Grol, se kterým měl Krpálek silně negativní vzájemnou bilanci (3:8). Grol však vstup do turnaje nezvládl, Uzbek Bekmurod Oltibojev jej již po 25 vteřinách porazil na ippon po úspěšném chvatu seoi-naga. Proti Oltibojevovi zahájil Krpálek duel opatrně a dokonce obdržel šido za pasivitu. V druhé polovině duelu však převzal iniciativu a v boji na zemi získal waza-ari. Vedení pak i přes druhé napomenutí za pasivitu udržel až do konce zápasu.
Semifinálovým soupeřem Krpálka byl Japonec Hisajoši Harasawa, kterého porazil ve finále Mistrovství světa v judu 2019, konaném na stejném místě ve stejné hale v Japonsku. Semifinálový duel byl od začátku opatrný, žádný z judistů nechtěl udělat chybu. V základní době rozhodnutí nepadlo, rozhodovalo tedy prodloužení a „zlaté skóre“. Krpálek byl v nastavení aktivnější a v osmé minutě souboje předvedl úspěšnou techniku osoto-gari, což mu vyneslo waza-ari a postup do finále.
O zlato se Krpálek utkal s Gruzíncem Guramem Tušišvilim. Obhájce zlatých medailí z Londýna 2012 a Ria 2016 Francouz Teddy Riner prohrál již ve čtvrtfinále s Rusem Tamerlanem Bašajevem, kterého následně v semifinále zdolal právě Tušišvili. S Gruzíncem se před olympijským turnajem v Tokiu utkal Krpálek dvakrát, v obou případech prohrál po rychlém a drtivém nástupu soupeře. Taktikou tedy bylo přečkat ataky soupeře v úvodu a pokusit se rozhodnout v závěru, kdy se začne projevovat únava. Tomu odpovídal průběh finálového duelu. Tušišvili byl od počátku aktivnější, Krpálek se bránil jeho nástupům. Kvůli pasivitě obdržel postupně dvě napomenutí, třetí by přitom již znamenalo diskvalifikaci (hansoku-make) a konec duelu. Pak však obdržel šido rovněž Gruzínec a vzápětí jej Krpálek dostal na zem, kde předvedl úspěšnou techniku sumi-gaeši, což znamenalo waza-ari a vedení. Akce pokračovala, Krpálek dostal Tušišviliho do držení a udržel jej na lopatkách předepsaných 10 sekund potřebných pro další waza-ari, v součtu ippon a konec zápasu. Mohl tak slavit druhé olympijské zlato, tentokrát v královské kategorii nad 100 kg.

## Způsob boje
Trenér Lacina mu v jeho začátcích říkal „inteligentní monstrum“, což velmi dobře vystihuje jeho způsob boje na tatami. V zápase si dokáže i při vypjatých situacích zachovat chladnou hlavu. Soupeři dokáže vnutit své tempo boje a jen málo protivníků jej v tomto směru dokáže přemoci (přechytračit) – např. Henk Grol, Elmar Gasimov. V dětství nepatřil mezi pohybově nadané jedince – jeho první trenér Šimáček v jednom z rozhovorů uvedl, že měl problém naučit ho obyčejný kotoul. I přes tento handicap svoji juniorskou přípravu zaměřil na boj na zemi, ve kterém se postupně vypracoval mezi absolutní světovou špičku. Trenér Lacina odůvodnil soustředění se na boj na zemi obavou z nižších soupeřů, kteří se svými technikami snadno dostávali pod jeho výše umístěné těžiště. Mezi seniory však řada jeho soupeřů obranu v boji na zemi zvládá na špičkové úrovni, například na olympijských hrách v Londýně ho v tomto směru nachytal Tagir Chajbulajev. Od roku 2013 jej proto trenér Lacina nutil do technik v postoji. V tomto období výrazně zlepšil svojí kumikatu, ve které dominuje svým ostrým levým úchopem. Jeho charakteristickou technikou se stalo o-soto-gari v kombinaci s harai-goši nebo uči-mata, kterými jeden čas předčil i své tokui-waza (osobní technika) sumi-gaeši.

## Výsledky
| Olympijské hry     |    |     | —   |     |     |     | 7.  |    |    |     | 1.  |    |     |    |    | 1. |     |     |  |  |  |  |  |  |  |  |  |  |  |  |  |  |
| Mistrovství světa  |    | —   |     | úč. | úč. | 3.  |     | 3. | 1. | 5.  |     | —  | 5.  | 1. |    | —  | úč. | 2.  |  |  |  |  |  |  |  |  |  |  |  |  |  |  |
| Evropské hry       |    |     |     |     |     |     |     |    |    | 2.  |     |    |     | 5. |    |    |     |     |  |  |  |  |  |  |  |  |  |  |  |  |  |  |
| Mistrovství Evropy | —  | —   | —   | —   | 7.  | 5.  | úč. | 1. | 1. | 2.  | úč. | 3. | 1.  | 5. | 5. | 3. | —   |     |  |  |  |  |  |  |  |  |  |  |  |  |  |  |
| Univerziáda        |    |     |     | —   |     | —   |     | 1. |    | —   |     | —  |     |    |    |    |     |     |  |  |  |  |  |  |  |  |  |  |  |  |  |  |
| Turnaj mistrů      |    |     |     |     | úč. | úč. | —   | —  |    | 2.  | 3.  | —  | úč. | 2. |    | —  | —   | —   |  |  |  |  |  |  |  |  |  |  |  |  |  |  |
| VC Česka           | —  |     | úč. |     | 3.  |     | 1.  |    | 1. |     | 1.  |    | 3.  |    |    | 1. | —   |     |  |  |  |  |  |  |  |  |  |  |  |  |  |  |
| VC Japonska        | —  | —   | —   | 3.  | —   | úč. | —   | 1. | —  | úč. | —   | 2. | 2.  | —  |    |    | 5.  | —   |  |  |  |  |  |  |  |  |  |  |  |  |  |  |
| VC Francie         | —  | —   | —   | —   | —   | úč. | —   | 1. | 2. | 3.  | úč. | —  | 3.  | —  | —  | —  | —   | úč. |  |  |  |  |  |  |  |  |  |  |  |  |  |  |
| VC Německa         | —  | —   | —   | úč. | 2.  | 3.  | —   | —  | —  | —   | —   | 5. | —   | —  | —  |    |     |     |  |  |  |  |  |  |  |  |  |  |  |  |  |  |
| VC Emirátů         |    |     |     | —   | 3.  | —   | —   | —  | —  | 2.  | —   | —  | 2.  | —  |    | —  | 1.  | —   |  |  |  |  |  |  |  |  |  |  |  |  |  |  |
| VC Turecka         |    |     |     |     |     |     |     | 3. | —  | —   | —   | 1. | —   | 3. |    | 3. | —   | —   |  |  |  |  |  |  |  |  |  |  |  |  |  |  |
| VC Chorvatska      |    |     |     |     |     |     |     | —  | —  | 3.  | —   | —  | —   | —  |    | —  | 5.  | —   |  |  |  |  |  |  |  |  |  |  |  |  |  |  |
| ME do 23 let       | —  | úč. | —   | —   | —   | —   | 1.  |    |    |     |     |    |     |    |    |    |     |     |  |  |  |  |  |  |  |  |  |  |  |  |  |  |
| MS juniorů         | —  |     | 1.  | 1.  |     |     |     |    |    |     |     |    |     |    |    |    |     |     |  |  |  |  |  |  |  |  |  |  |  |  |  |  |
| ME juniorů         | —  | 5.  | 1.  | 2.  |     |     |     |    |    |     |     |    |     |    |    |    |     |     |  |  |  |  |  |  |  |  |  |  |  |  |  |  |
| ME dorostenců      | 2. |     |     |     |     |     |     |    |    |     |     |    |     |    |    |    |     |     |  |  |  |  |  |  |  |  |  |  |  |  |  |  |

### Olympijské hry a mistrovství světa
| Olympijské hry a mistrovství světa                           | Olympijské hry a mistrovství světa | Olympijské hry a mistrovství světa | Olympijské hry a mistrovství světa | Olympijské hry a mistrovství světa | Olympijské hry a mistrovství světa | Olympijské hry a mistrovství světa | Olympijské hry a mistrovství světa |
| Kolo                                                         | Výsledek                           | Bilance                            | Soupeř                             | Výsledek                           | Datum                              | Turnaj                             | Místo                              |
| 2023 Mistrovství světa do 100 kg                             | 2023 Mistrovství světa do 100 kg   | 2023 Mistrovství světa do 100 kg   | 2023 Mistrovství světa do 100 kg   | 2023 Mistrovství světa do 100 kg   | 2023 Mistrovství světa do 100 kg   | 2023 Mistrovství světa do 100 kg   | 2023 Mistrovství světa do 100 kg   |
| ------------------------------------------------------------ | ---------------------------------- | ---------------------------------- | ---------------------------------- | ---------------------------------- | ---------------------------------- | ---------------------------------- | ---------------------------------- |
| finále                                                       | prohra                             | 43-12                              | Arman Adamjan (ANA)                | 4:58 (gs) / jusei-gači             | 12. května 2023                    | Mistrovství světa                  | Dauhá, Katar                       |
| semifinále                                                   | vítězství                          | 43-11                              | Zelim Kocojev (AZE)                | 5:12 (gs) / jusei-gači             | 12. května 2023                    | Mistrovství světa                  | Dauhá, Katar                       |
| čtvrtfinále                                                  | vítězství                          | 42-11                              | Nurlychan Šarchan (KAZ)            | 0:44 / ko-uči-gari+držení          | 12. května 2023                    | Mistrovství světa                  | Dauhá, Katar                       |
| 1/16                                                         | vítězství                          | 41-11                              | Zsombor Vég (HUN)                  | 5:01 (gs) / držení                 | 12. května 2023                    | Mistrovství světa                  | Dauhá, Katar                       |
| 1/32                                                         | vítězství                          | 40-11                              | Leonardo Gonçalves (BRA)           | 5:13 (gs) / držení                 | 12. května 2023                    | Mistrovství světa                  | Dauhá, Katar                       |
| 1/64                                                         | vítězství                          | 39-11                              | Gennaro Pirelli (ITA)              | 4:54 (gs) / držení                 | 12. května 2023                    | Mistrovství světa                  | Dauhá, Katar                       |
| 2022 Mistrovství světa nad 100 kg                            |                                    |                                    |                                    |                                    |                                    |                                    |                                    |
| 1/16                                                         | prohra                             | 38-11                              | Kim Min-čong (KOR)                 | 1:27 / uči-mata                    | 11. října 2022                     | Mistrovství světa                  | Taškent, Uzbekistán                |
| 1/32                                                         | vítězství                          | 38-10                              | Martti Puumalainen (FIN)           | 4:24 (gs) / sumi-gaeši             | 11. října 2022                     | Mistrovství světa                  | Taškent, Uzbekistán                |
| 2020 Olympijské hry nad 100 kg                               |                                    |                                    |                                    |                                    |                                    |                                    |                                    |
| finále                                                       | vítězství                          | 37-10                              | Guram Tušišvili (GEO)              | 3:47 / hik+držení                  | 30. července 2021                  | Olympijské hry                     | Tokio, Japonsko                    |
| semifinále                                                   | vítězství                          | 36-10                              | Hisajoši Harasawa (JPN)            | 7:59 (gs) / osg                    | 30. července 2021                  | Olympijské hry                     | Tokio, Japonsko                    |
| čtvrtfinále                                                  | vítězství                          | 35-10                              | Bekmurod Oltiboyev (UZB)           | 4:00 / ums                         | 30. července 2021                  | Olympijské hry                     | Tokio, Japonsko                    |
| 1/16                                                         | vítězství                          | 34-10                              | Džavád Mahdžúb (EOR)               | 3:23 / kum, kug+drž                | 30. července 2021                  | Olympijské hry                     | Tokio, Japonsko                    |
| 2021 Mistrovství světa – nestartoval                         |                                    |                                    |                                    |                                    |                                    |                                    |                                    |
| 2019 Mistrovství světa nad 100 kg                            |                                    |                                    |                                    |                                    |                                    |                                    |                                    |
| finále                                                       | vítězství                          | 33-10                              | Hisajoši Harasawa (JPN)            | 7:50 (gs) / jusei-gači             | 31. srpna 2019                     | Mistrovství světa                  | Tokio, Japonsko                    |
| semifinále                                                   | vítězství                          | 32-10                              | Kim Min-čong (KOR)                 | 5:31 (gs) / držení                 | 31. srpna 2019                     | Mistrovství světa                  | Tokio, Japonsko                    |
| čtvrtfinále                                                  | vítězství                          | 31-10                              | Roy Meyer (NED)                    | 5:38 (gs) / jusei-gači             | 31. srpna 2019                     | Mistrovství světa                  | Tokio, Japonsko                    |
| 1/16                                                         | vítězství                          | 30-10                              | Šakarmamad Mirmamadov (TJK)        | 2:10 / držení                      | 31. srpna 2019                     | Mistrovství světa                  | Tokio, Japonsko                    |
| 1/32                                                         | vítězství                          | 29-10                              | Žarko Ćulum (SRB)                  | 3:01 / držení                      | 31. srpna 2019                     | Mistrovství světa                  | Tokio, Japonsko                    |
| 2018 Mistrovství světa nad 100 kg                            |                                    |                                    |                                    |                                    |                                    |                                    |                                    |
| o bronz                                                      | prohra                             | 28-10                              | Öldzíbajaryn Dűrenbajar (MGL)      | 5:39 (gs) / o-uči-gari             | 26. září 2018                      | Mistrovství světa                  | Baku, Ázerbájdžán                  |
| opravy                                                       | vítězství                          | 28-9                               | Temur Rahimov (TJK)                | 2:22 / držení                      | 26. září 2018                      | Mistrovství světa                  | Baku, Ázerbájdžán                  |
| čtvrtfinále                                                  | prohra                             | 27-9                               | Ušangi Kokauri (AZE)               | 2:50 / uči-mata, uči-mata-sukaši   | 26. září 2018                      | Mistrovství světa                  | Baku, Ázerbájdžán                  |
| 1/16                                                         | vítězství                          | 27-8                               | Najdangín Tüvšinbajar (MGL)        | 2:23 / kug+držení                  | 26. září 2018                      | Mistrovství světa                  | Baku, Ázerbájdžán                  |
| 1/32                                                         | vítězství                          | 26-8                               | Henk Grol (NED)                    | 3:34 / ko-soto-gake                | 26. září 2018                      | Mistrovství světa                  | Baku, Ázerbájdžán                  |
| 2017 Mistrovství světa – nestartoval kvůli zraněnému kotníku |                                    |                                    |                                    |                                    |                                    |                                    |                                    |
| 2016 Olympijské hry do 100 kg                                |                                    |                                    |                                    |                                    |                                    |                                    |                                    |
| finále                                                       | vítězství                          | 25-8                               | Elmar Gasimov (AZE)                | 4:36 / o-uči-gari                  | 11. srpna 2016                     | Olympijské hry                     | Rio de Janeiro, Brazílie           |
| semifinále                                                   | vítězství                          | 24-8                               | Cyrille Maret (FRA)                | 4:49 / sug+držení                  | 11. srpna 2016                     | Olympijské hry                     | Rio de Janeiro, Brazílie           |
| čtvrtfinále                                                  | vítězství                          | 23-8                               | Rjúnosuke Haga (JPN)               | jusei-gači                         | 11. srpna 2016                     | Olympijské hry                     | Rio de Janeiro, Brazílie           |
| 1/16                                                         | vítězství                          | 22-8                               | Maxim Rakov (KAZ)                  | jusei-gači                         | 11. srpna 2016                     | Olympijské hry                     | Rio de Janeiro, Brazílie           |
| 1/32                                                         | vítězství                          | 21-8                               | Jorge Fonseca (POR)                | waz / sumi-gaeši                   | 11. srpna 2016                     | Olympijské hry                     | Rio de Janeiro, Brazílie           |
| 2015 Mistrovství světa do 100 kg                             |                                    |                                    |                                    |                                    |                                    |                                    |                                    |
| o bronz                                                      | prohra                             | 20-8                               | Dmitrij Peters (GER)               | 2:09 / o-uči-gari                  | 29. srpna 2015                     | Mistrovství světa                  | Astana, Kazachstán                 |
| semifinále                                                   | prohra                             | 20-7                               | Karl-Richard Frey (GER)            | 4:33 / kontr. (sasae-curikomi-aši) | 29. srpna 2015                     | Mistrovství světa                  | Astana, Kazachstán                 |
| čtvrtfinále                                                  | vítězství                          | 20-6                               | Toma Nikiforov (BEL)               | 2×juko / umg, sug                  | 29. srpna 2015                     | Mistrovství světa                  | Astana, Kazachstán                 |
| 1/16                                                         | vítězství                          | 19-6                               | Elchan Mammadov (AZE)              | 3:34 / tgo+držení                  | 29. srpna 2015                     | Mistrovství světa                  | Astana, Kazachstán                 |
| 1/32                                                         | vítězství                          | 18-6                               | Artem Blošenko (UKR)               | 5:57 (gs) / jusei-gači             | 29. srpna 2015                     | Mistrovství světa                  | Astana, Kazachstán                 |
| 2014 Mistrovství světa do 100 kg                             |                                    |                                    |                                    |                                    |                                    |                                    |                                    |
| finále                                                       | vítězství                          | 17-6                               | José Armenteros (CUB)              | 4:19 / držení                      | 30. srpna 2014                     | Mistrovství světa                  | Čeljabinsk, Rusko                  |
| semifinále                                                   | vítězství                          | 16-6                               | Tagir Chajbulajev (RUS)            | jusei-gači                         | 30. srpna 2014                     | Mistrovství světa                  | Čeljabinsk, Rusko                  |
| čtvrtfinále                                                  | vítězství                          | 15-6                               | Martin Pacek (SWE)                 | 1:48 / uči-mata                    | 30. srpna 2014                     | Mistrovství světa                  | Čeljabinsk, Rusko                  |
| 1/16                                                         | vítězství                          | 14-6                               | Artem Blošenko (UKR)               | 4:59 / držení                      | 30. srpna 2014                     | Mistrovství světa                  | Čeljabinsk, Rusko                  |
| 1/32                                                         | vítězství                          | 13-6                               | Luciano Corrêa (BRA)               | 4:10 / ura-nage                    | 30. srpna 2014                     | Mistrovství světa                  | Čeljabinsk, Rusko                  |
| 2013 Mistrovství světa do 100 kg                             |                                    |                                    |                                    |                                    |                                    |                                    |                                    |
| o bronz                                                      | vítězství                          | 12-6                               | Takaši Ono (JPN)                   | juko / ko-soto-gake                | 31. srpna 2013                     | Mistrovství světa                  | Rio de Janeiro, Brazílie           |
| semifinále                                                   | prohra                             | 11-6                               | Henk Grol (NED)                    | 4:17 / ko-soto-gari                | 31. srpna 2013                     | Mistrovství světa                  | Rio de Janeiro, Brazílie           |
| čtvrtfinále                                                  | vítězství                          | 11-5                               | Ramziddin Sajidov (UZB)            | jusei-gači                         | 31. srpna 2013                     | Mistrovství světa                  | Rio de Janeiro, Brazílie           |
| 1/16                                                         | vítězství                          | 10-5                               | Jorge Fonseca (POR)                | 3:26 / držení                      | 31. srpna 2013                     | Mistrovství světa                  | Rio de Janeiro, Brazílie           |
| 1/32                                                         | vítězství                          | 9-5                                | Maxim Rakov (KAZ)                  | 2:43 / sta+páčení                  | 31. srpna 2013                     | Mistrovství světa                  | Rio de Janeiro, Brazílie           |
| 2012 Olympijské hry do 100 kg                                |                                    |                                    |                                    |                                    |                                    |                                    |                                    |
| opravy                                                       | prohra                             | 8-5                                | Henk Grol (NED)                    | 0:44 / uči-mata                    | 2. srpna 2012                      | Olympijské hry                     | Londýn, Spojené království         |
| čtvrtfinále                                                  | prohra                             | 8-4                                | Tagir Chajbulajev (RUS)            | 4:34 / držení                      | 2. srpna 2012                      | Olympijské hry                     | Londýn, Spojené království         |
| 1/16                                                         | vítězství                          | 8-3                                | Takamasa Anai (JPN)                | 2:59 / tng+držení                  | 2. srpna 2012                      | Olympijské hry                     | Londýn, Spojené království         |
| 2011 Mistrovství světa do 100 kg                             |                                    |                                    |                                    |                                    |                                    |                                    |                                    |
| o bronz                                                      | vítězství                          | 7-3                                | Elco van der Geest (BEL)           | waz / uči-mata                     | 27. srpna 2011                     | Mistrovství světa                  | Paříž, Francie                     |
| opravy                                                       | vítězství                          | 6-3                                | Levan Žoržolijani (GEO)            | 2×juko / 2×sumi-gaeši              | 27. srpna 2011                     | Mistrovství světa                  | Paříž, Francie                     |
| čtvrtfinále                                                  | prohra                             | 5-3                                | Maxim Rakov (KAZ)                  | 5:20 (gs) / sumi-gaeši             | 27. srpna 2011                     | Mistrovství světa                  | Paříž, Francie                     |
| 1/16                                                         | vítězství                          | 5-2                                | Hwang Hui-te (KOR)                 | 4:38 / joko-guruma                 | 27. srpna 2011                     | Mistrovství světa                  | Paříž, Francie                     |
| 1/32                                                         | vítězství                          | 4-2                                | Artem Blošenko (UKR)               | 0:41 / curi-goši                   | 27. srpna 2011                     | Mistrovství světa                  | Paříž, Francie                     |
| 1/64                                                         | vítězství                          | 3-2                                | Franck Moussima (CMR)              | 1:52 / osg+držení                  | 27. srpna 2011                     | Mistrovství světa                  | Paříž, Francie                     |
| 2010 Mistrovství světa do 100 kg                             |                                    |                                    |                                    |                                    |                                    |                                    |                                    |
| 1/16                                                         | prohra                             | 2-2                                | Takamasa Anai (JPN)                | waz / jusei-gači                   | 9. září 2010                       | Mistrovství světa                  | Tokio, Japonsko                    |
| 1/32                                                         | vítězství                          | 2-1                                | James Austin (GBR)                 | juko / ko-uči-gari                 | 9. září 2010                       | Mistrovství světa                  | Tokio, Japonsko                    |
| 1/64                                                         | vítězství                          | 1-1                                | Bálint Farkas (HUN)                | 3:36 / držení                      | 9. září 2010                       | Mistrovství světa                  | Tokio, Japonsko                    |
| 2009 Mistrovství světa do 100 kg                             |                                    |                                    |                                    |                                    |                                    |                                    |                                    |
| 1/64                                                         | prohra                             | 0-1                                | Cyrille Maret (FRA)                | wazari                             | 30. srpna 2009                     | Mistrovství světa                  | Rotterdam, Nizozemsko              |

### Mistrovství Evropy / Evropské hry
| Mistrovství Evropy / Evropské hry                 | Mistrovství Evropy / Evropské hry     | Mistrovství Evropy / Evropské hry     | Mistrovství Evropy / Evropské hry     | Mistrovství Evropy / Evropské hry     | Mistrovství Evropy / Evropské hry     | Mistrovství Evropy / Evropské hry     | Mistrovství Evropy / Evropské hry     |
| Kolo                                              | Výsledek                              | Bilance                               | Soupeř                                | Výsledek                              | Datum                                 | Turnaj                                | Místo                                 |
| 2022 Mistrovství Evropy – nestartoval             | 2022 Mistrovství Evropy – nestartoval | 2022 Mistrovství Evropy – nestartoval | 2022 Mistrovství Evropy – nestartoval | 2022 Mistrovství Evropy – nestartoval | 2022 Mistrovství Evropy – nestartoval | 2022 Mistrovství Evropy – nestartoval | 2022 Mistrovství Evropy – nestartoval |
| 2021 Mistrovství Evropy nad 100 kg                | 2021 Mistrovství Evropy nad 100 kg    | 2021 Mistrovství Evropy nad 100 kg    | 2021 Mistrovství Evropy nad 100 kg    | 2021 Mistrovství Evropy nad 100 kg    | 2021 Mistrovství Evropy nad 100 kg    | 2021 Mistrovství Evropy nad 100 kg    | 2021 Mistrovství Evropy nad 100 kg    |
| ------------------------------------------------- | ------------------------------------- | ------------------------------------- | ------------------------------------- | ------------------------------------- | ------------------------------------- | ------------------------------------- | ------------------------------------- |
| o bronz                                           | vítězství                             | 33-13                                 | Ori Sason (ISR)                       | 4:22 (gs) / stg, osg                  | 18. dubna 2021                        | Mistrovství Evropy                    | Lisabon, Portugalsko                  |
| semifinále                                        | prohra                                | 32-13                                 | Henk Grol (NED)                       | 2:39 / tani-otoši                     | 18. dubna 2021                        | Mistrovství Evropy                    | Lisabon, Portugalsko                  |
| čtvrtfinále                                       | vítězství                             | 32-12                                 | Levan Matyjašvili (GEO)               | 3:59 / sug+držení                     | 18. dubna 2021                        | Mistrovství Evropy                    | Lisabon, Portugalsko                  |
| 1/16                                              | vítězství                             | 31-12                                 | Alexandr Vachovjak (BLR)              | 3:59 / držení                         | 18. dubna 2021                        | Mistrovství Evropy                    | Lisabon, Portugalsko                  |
| 2020 Mistrovství Evropy nad 100 kg                |                                       |                                       |                                       |                                       |                                       |                                       |                                       |
| o bronz                                           | prohra                                | 30-12                                 | Guram Tušišvili (GEO)                 | 0:40 / uma, stg                       | 28. listopadu 2020                    | Mistrovství Evropy                    | Praha, Česko                          |
| opravy                                            | vítězství                             | 30-11                                 | Ori Sason (ISR)                       | 5:19 (gs) / sug+páčení                | 28. listopadu 2020                    | Mistrovství Evropy                    | Praha, Česko                          |
| čtvrtfinále                                       | prohra                                | 29-11                                 | Tamerlan Bašajev (RUS)                | 1:12 / 2×isn                          | 28. listopadu 2020                    | Mistrovství Evropy                    | Praha, Česko                          |
| 1/16                                              | vítězství                             | 29-10                                 | Johannes Frey (GER)                   | 3:00 / páčení                         | 28. listopadu 2020                    | Mistrovství Evropy                    | Praha, Česko                          |
| 2019 Mistrovství Evropy a Evropské hry nad 100 kg |                                       |                                       |                                       |                                       |                                       |                                       |                                       |
| o bronz                                           | prohra                                | 28-10                                 | Henk Grol (NED)                       | 3:26 / uči-mata, ko-uči-gari          | 24. června 2019                       | Mistrovství Evropy Evropské hry       | Minsk, Bělorusko                      |
| opravy                                            | vítězství                             | 28-9                                  | Roy Meyer (NED)                       | 2:08 / držení                         | 24. června 2019                       | Mistrovství Evropy Evropské hry       | Minsk, Bělorusko                      |
| čtvrtfinále                                       | prohra                                | 27-9                                  | Inal Tasojev (RUS)                    | waz / uči-mata                        | 24. června 2019                       | Mistrovství Evropy Evropské hry       | Minsk, Bělorusko                      |
| 1/16                                              | vítězství                             | 27-8                                  | Andrij Kolesnyk (UKR)                 | 2:26 / držení                         | 24. června 2019                       | Mistrovství Evropy Evropské hry       | Minsk, Bělorusko                      |
| 2018 Mistrovství Evropy nad 100 kg                |                                       |                                       |                                       |                                       |                                       |                                       |                                       |
| finále                                            | vítězství                             | 26-8                                  | Tamerlan Bašajev (RUS)                | 3:11 / umg+držení                     | 28. dubna 2018                        | Mistrovství Evropy                    | Tel Aviv, Izrael                      |
| semifinále                                        | vítězství                             | 25-8                                  | Stephan Hegyi (AUT)                   | 1:41 / sug+držení                     | 28. dubna 2018                        | Mistrovství Evropy                    | Tel Aviv, Izrael                      |
| čtvrtfinále                                       | vítězství                             | 24-8                                  | Henk Grol (NED)                       | 6:10 (gs) / harai-goši+o-soto-gari    | 28. dubna 2018                        | Mistrovství Evropy                    | Tel Aviv, Izrael                      |
| 1/16                                              | vítězství                             | 23-8                                  | Dimitros Cumitas (GRE)                | 3:09 / jusei-gači                     | 28. dubna 2018                        | Mistrovství Evropy                    | Tel Aviv, Izrael                      |
| 2017 Mistrovství Evropy nad 100 kg                |                                       |                                       |                                       |                                       |                                       |                                       |                                       |
| o bronz                                           | vítězství                             | 22-8                                  | Maciej Sarnacki (POL)                 | 2:29 / o-soto-gari                    | 22. dubna 2017                        | Mistrovství Evropy                    | Varšava, Polsko                       |
| opravy                                            | vítězství                             | 21-8                                  | Stanislav Bondarenko (UKR)            | 1:43 / o-soto-gari                    | 22. dubna 2017                        | Mistrovství Evropy                    | Varšava, Polsko                       |
| čtvrtfinále                                       | prohra                                | 20-8                                  | Guram Tušišvili (GEO)                 | 0:47 / o-soto-gari                    | 22. dubna 2017                        | Mistrovství Evropy                    | Varšava, Polsko                       |
| 1/16                                              | vítězství                             | 20-7                                  | Daniel Natea (ROU)                    | 3:23 / sug+držení                     | 22. dubna 2017                        | Mistrovství Evropy                    | Varšava, Polsko                       |
| 1/32                                              | vítězství                             | 19-7                                  | Juhan Mettis (EST)                    | 0:21 / ucuri-goši                     | 22. dubna 2017                        | Mistrovství Evropy                    | Varšava, Polsko                       |
| 2016 Mistrovství Evropy do 100 kg                 |                                       |                                       |                                       |                                       |                                       |                                       |                                       |
| 1/16                                              | prohra                                | 18-7                                  | Grigorij Minaškin (EST)               | waz / uki-waza                        | 23. dubna 2016                        | Mistrovství Evropy                    | Kazaň, Rusko                          |
| 2015 Mistrovství Evropy a Evropské hry do 100 kg  |                                       |                                       |                                       |                                       |                                       |                                       |                                       |
| finále                                            | prohra                                | 18-6                                  | Henk Grol (NED)                       | juko / o-uči-gari                     | 27. června 2015                       | Mistrovství Evropy Evropské hry       | Baku, Ázerbájdžán                     |
| semifinále                                        | vítězství                             | 18-5                                  | Cyrille Maret (FRA)                   | 4:59 / umg+držení                     | 27. června 2015                       | Mistrovství Evropy Evropské hry       | Baku, Ázerbájdžán                     |
| čtvrtfinále                                       | vítězství                             | 17-5                                  | Toma Nikiforov (BEL)                  | jusei-gači                            | 27. června 2015                       | Mistrovství Evropy Evropské hry       | Baku, Ázerbájdžán                     |
| 1/16                                              | vítězství                             | 16-5                                  | Elchan Mammadov (AZE)                 | 3:00 / ko-uči-gaeši                   | 27. června 2015                       | Mistrovství Evropy Evropské hry       | Baku, Ázerbájdžán                     |
| 2014 Mistrovství Evropy do 100 kg                 |                                       |                                       |                                       |                                       |                                       |                                       |                                       |
| finále                                            | vítězství                             | 15-5                                  | Elmar Gasimov (AZE)                   | 4:54 / sug+držení                     | 26. dubna 2014                        | Mistrovství Evropy                    | Montpellier, Francie                  |
| semifinále                                        | vítězství                             | 14-5                                  | Cyrille Maret (FRA)                   | 6:03 (gs) / držení                    | 26. dubna 2014                        | Mistrovství Evropy                    | Montpellier, Francie                  |
| čtvrtfinále                                       | vítězství                             | 13-5                                  | Artem Blošenko (UKR)                  | 4:54 / držení                         | 26. dubna 2014                        | Mistrovství Evropy                    | Montpellier, Francie                  |
| 1/16                                              | vítězství                             | 12-5                                  | Miklós Cirjenics (HUN)                | 3:29 / osg+držení                     | 26. dubna 2014                        | Mistrovství Evropy                    | Montpellier, Francie                  |
| 2013 Mistrovství Evropy do 100 kg                 |                                       |                                       |                                       |                                       |                                       |                                       |                                       |
| finále                                            | vítězství                             | 11-5                                  | Henk Grol (NED)                       | waz / uči-mata-gaeši                  | 27. dubna 2013                        | Mistrovství Evropy                    | Budapešť, Maďarsko                    |
| semifinále                                        | vítězství                             | 10-5                                  | Elmar Gasimov (AZE)                   | 2:30 / o-soto-gari+harai-goši         | 27. dubna 2013                        | Mistrovství Evropy                    | Budapešť, Maďarsko                    |
| čtvrtfinále                                       | vítězství                             | 9-5                                   | Adlan Bisultanov (RUS)                | 1:58 / o-soto-gari                    | 27. dubna 2013                        | Mistrovství Evropy                    | Budapešť, Maďarsko                    |
| 1/16                                              | vítězství                             | 8-5                                   | Miklós Cirjenics (HUN)                | 0:53 / o-soto-gari+harai-goši         | 27. dubna 2013                        | Mistrovství Evropy                    | Budapešť, Maďarsko                    |
| 1/32                                              | vítězství                             | 7-5                                   | Viktor Reško (LAT)                    | 4:05 / hrg+osg+škceni                 | 27. dubna 2013                        | Mistrovství Evropy                    | Budapešť, Maďarsko                    |
| 2012 Mistrovství Evropy do 100 kg                 |                                       |                                       |                                       |                                       |                                       |                                       |                                       |
| 1/16                                              | prohra                                | 6-5                                   | Zafar Machmadov (RUS)                 | 0:14 / eri-seoi-nage                  | 28. dubna 2012                        | Mistrovství Evropy                    | Čeljabinsk, Rusko                     |
| 1/32                                              | vítězství                             | 6-4                                   | Karl-Richard Frey (GER)               | 2:19 / uma+držení                     | 28. dubna 2012                        | Mistrovství Evropy                    | Čeljabinsk, Rusko                     |
| 2011 Mistrovství Evropy do 100 kg                 |                                       |                                       |                                       |                                       |                                       |                                       |                                       |
| o bronz                                           | prohra                                | 5-4                                   | Irakli Cirekidze (GEO)                | juko / ura-nage                       | 23. dubna 2011                        | Mistrovství Evropy                    | Istanbul, Turecko                     |
| semifinále                                        | prohra                                | 5-3                                   | Levan Žoržolijani (GEO)               | 2:58 / 2×uči-mata                     | 23. dubna 2011                        | Mistrovství Evropy                    | Istanbul, Turecko                     |
| čtvrtfinále                                       | vítězství                             | 5-2                                   | Dino Pfeiffer (GER)                   | 4:12 / držení                         | 23. dubna 2011                        | Mistrovství Evropy                    | Istanbul, Turecko                     |
| 1/16                                              | vítězství                             | 4-2                                   | Anton Marculevič (BLR)                | 3:20 / škceni                         | 23. dubna 2011                        | Mistrovství Evropy                    | Istanbul, Turecko                     |
| 1/32                                              | vítězství                             | 3-2                                   | Artem Blošenko (UKR)                  | 2×juko / uma, ygu                     | 23. dubna 2011                        | Mistrovství Evropy                    | Istanbul, Turecko                     |
| 2010 Mistrovství Evropy do 100 kg                 |                                       |                                       |                                       |                                       |                                       |                                       |                                       |
| opravy                                            | prohra                                | 2-2                                   | Artem Blošenko (UKR)                  | 3:14 / kučiki-taoši                   | 24. dubna 2010                        | Mistrovství Evropy                    | Vídeň, Rakousko                       |
| čtvrtfinále                                       | prohra                                | 2-1                                   | Benjamin Behrla (GER)                 | 2:30 / okuri-aši-harai                | 24. dubna 2010                        | Mistrovství Evropy                    | Vídeň, Rakousko                       |
| 1/16                                              | vítězství                             | 2-0                                   | Aschab Kostojev (RUS)                 | 3:54 / o-uči-gari (sogo-gači)         | 24. dubna 2010                        | Mistrovství Evropy                    | Vídeň, Rakousko                       |
| 1/32                                              | vítězství                             | 1-0                                   | Stefan Pejović (MNE)                  | 1:04 / uči-mata                       | 24. dubna 2010                        | Mistrovství Evropy                    | Vídeň, Rakousko                       |

### Světový pohár
| Světový pohár                    | Světový pohár             | Světový pohár                 | Světový pohár                        | Světový pohár             | Světový pohár                     | Světový pohár                     |
| Výsledek                         | Bilance                   | Soupeř                        | Výsledek                             | Datum                     | Turnaj                            | Místo                             |
| 2023 Grand Slam do 100 kg        | 2023 Grand Slam do 100 kg | 2023 Grand Slam do 100 kg     | 2023 Grand Slam do 100 kg            | 2023 Grand Slam do 100 kg | 2023 Grand Slam do 100 kg         | 2023 Grand Slam do 100 kg         |
| -------------------------------- | ------------------------- | ----------------------------- | ------------------------------------ | ------------------------- | --------------------------------- | --------------------------------- |
| prohra                           | 170-57                    | Toma Nikiforov (BEL)          | 2:02 / kiken-gači (stg)              | 4. února 2023             | Grand Slam 2023                   | Paříž, Francie                    |
| vítězství                        | 170-56                    | Shpat Zekaj (KOS)             | fusen-gači                           | 4. února 2023             | Grand Slam 2023                   | Paříž, Francie                    |
| 2023 Grand Prix do 100 kg        |                           |                               |                                      |                           |                                   |                                   |
| vítězství                        | 169-56                    | Bojan Došen (SRB)             | 3:27 / držení                        | 27. ledna 2023            | Grand Prix 2023                   | Almada, Portugalsko               |
| prohra                           | 168-56                    | Ilija Sulamanidze (GEO)       | 4:00 / wazari (hik)                  | 27. ledna 2023            | Grand Prix 2023                   | Almada, Portugalsko               |
| vítězství                        | 168-55                    | Miklós Cirjenics (HUN)        | 4:00 / wazari (sug)                  | 27. ledna 2023            | Grand Prix 2023                   | Almada, Portugalsko               |
| vítězství                        | 167-55                    | Asley González (ROU)          | 6:37 (gs) /                          | 27. ledna 2023            | Grand Prix 2023                   | Almada, Portugalsko               |
| vítězství                        | 166-55                    | Kim Če-jun (KOR)              | 4:00 / držení                        | 27. ledna 2023            | Grand Prix 2023                   | Almada, Portugalsko               |
| 2022 Grand Slam nad 100 kg       |                           |                               |                                      |                           |                                   |                                   |
| prohra                           | 165-55                    | Galymdžan Kyrykbaj (KAZ)      | fusen-gači                           | 3. prosince 2022          | Grand Slam 2022                   | Tokyo, Japonsko                   |
| prohra                           | 165-54                    | Hjóga Óta (JPN)               | fusen-gači                           | 3. prosince 2022          | Grand Slam 2022                   | Tokyo, Japonsko                   |
| vítězství                        | 165-53                    | Cubasa Takahaši (JPN)         | 1:52 / držení                        | 3. prosince 2022          | Grand Slam 2022                   | Tokyo, Japonsko                   |
| vítězství                        | 164-53                    | Sergio Del Sol (MEX)          | 3:46 / ippon-seoi-nage               | 3. prosince 2022          | Grand Slam 2022                   | Tokyo, Japonsko                   |
| 2022 Grand Slam nad 100 kg       |                           |                               |                                      |                           |                                   |                                   |
| vítězství                        | 163-53                    | Jur Spijkers (NED)            | 3:16 / držení                        | 21. října 2022            | Grand Slam 2022                   | Abú Zabí, Spojené arabské emiráty |
| vítězství                        | 162-53                    | Temur Rahimov (TJK)           | 4:23 (gs) / sumi-gaeši+drž           | 21. října 2022            | Grand Slam 2022                   | Abú Zabí, Spojené arabské emiráty |
| vítězství                        | 161-53                    | Enej Marinič (SLO)            | 1:23 / hikikomi-gaeši+drž            | 21. října 2022            | Grand Slam 2022                   | Abú Zabí, Spojené arabské emiráty |
| vítězství                        | 160-53                    | Lorenzo Agro (ITA)            | 2:56 / seoi-nage+drž                 | 21. října 2022            | Grand Slam 2022                   | Abú Zabí, Spojené arabské emiráty |
| 2022 Grand Prix nad 100 kg       |                           |                               |                                      |                           |                                   |                                   |
| prohra                           | 159-53                    | Martti Puumalainen (FIN)      | 4:00 / wazari (isn)                  | 15. července 2022         | Grand Prix 2022                   | Záhřeb, Chorvatsko                |
| prohra                           | 159-52                    | Gela Za'ališvili (GEO)        | 3:09 / tani-otoši+drž                | 15. července 2022         | Grand Prix 2022                   | Záhřeb, Chorvatsko                |
| vítězství                        | 159-51                    | Marius Fízeľ (SVK)            | 5:06 (gs) / držení                   | 15. července 2022         | Grand Prix 2022                   | Záhřeb, Chorvatsko                |
| vítězství                        | 158-51                    | Lorenzo Agro (ITA)            | 5:59 (gs) / o-soto-gari              | 15. července 2022         | Grand Prix 2022                   | Záhřeb, Chorvatsko                |
| 2021 Grand Slam nad 100 kg       |                           |                               |                                      |                           |                                   |                                   |
| vítězství                        | 157-51                    | Temur Rahimov (TJK)           | 2:58 / 2×sumi-gaeši                  | 1. dubna 2021             | Grand Slam 2021                   | Antalya, Turecko                  |
| prohra                           | 156-51                    | Tamerlan Bašajev (RUS)        | 5:05 (gs) / sode-curikomi-goši       | 1. dubna 2021             | Grand Slam 2021                   | Antalya, Turecko                  |
| vítězství                        | 156-50                    | Stephan Hegyi (AUT)           | 2:21 / držení                        | 1. dubna 2021             | Grand Slam 2021                   | Antalya, Turecko                  |
| vítězství                        | 155-50                    | Marc Deschênes (CAN)          | 2:36 / ko-uči-gari                   | 1. dubna 2021             | Grand Slam 2021                   | Antalya, Turecko                  |
| 2021 Continental Open nad 100 kg |                           |                               |                                      |                           |                                   |                                   |
| vítězství                        | 154-50                    | Oleksandr Hordijenko (UKR)    | 2:35 / držení                        | 27. února 2021            | Continental Open 2021             | Praha, Česko                      |
| vítězství                        | 153-50                    | Martti Puumalainen (FIN)      | 3:34 / držení                        | 27. února 2021            | Continental Open 2021             | Praha, Česko                      |
| vítězství                        | 152-50                    | Kamil Grabowski (POL)         | 1:38 / držení                        | 27. února 2021            | Continental Open 2021             | Praha, Česko                      |
| vítězství                        | 151-50                    | Márius Fízeľ (SVK)            | jusei-gači                           | 27. února 2021            | Continental Open 2021             | Praha, Česko                      |
| 2021 Grand Slam nad 100 kg       |                           |                               |                                      |                           |                                   |                                   |
| prohra                           | 150-50                    | Alexandr Vachovjak (BLR)      | waz / o-uči-gaeši                    | 18. února 2021            | Grand Slam 2021                   | Tel Aviv, Izrael                  |
| 2019 Turnaj mistrů do 100 kg     |                           |                               |                                      |                           |                                   |                                   |
| prohra                           | 150-49                    | Hisajoši Harasawa (JPN)       | fusen-gači                           | 12. prosince 2019         | Turnaj mistrů 2019                | Čching-tao, Čína                  |
| vítězství                        | 150-48                    | David Moura (BRA)             | 1:44 / páčení                        | 12. prosince 2019         | Turnaj mistrů 2019                | Čching-tao, Čína                  |
| vítězství                        | 149-48                    | Kokoro Kageura (JPN)          | jusei-gači                           | 12. prosince 2019         | Turnaj mistrů 2019                | Čching-tao, Čína                  |
| vítězství                        | 148-48                    | Maciej Sarnacki (POL)         | jusei-gači                           | 12. prosince 2019         | Turnaj mistrů 2019                | Čching-tao, Čína                  |
| 2019 Grand Slam nad 100 kg       |                           |                               |                                      |                           |                                   |                                   |
| vítězství                        | 147-48                    | Jakiv Chammo (UKR)            | 1:56 / škrcení                       | 8. října 2019             | Grand Slam 2019                   | Brasília, Brazílie                |
| prohra                           | 146-48                    | Teddy Riner (FRA)             | 3:56 / jusei-gači                    | 8. října 2019             | Grand Slam 2019                   | Brasília, Brazílie                |
| vítězství                        | 146-47                    | Juscelino Nascimento (BRA)    | 3:12 / držení                        | 8. října 2019             | Grand Slam 2019                   | Brasília, Brazílie                |
| vítězství                        | 145-47                    | Pedro Pineda (VEN)            | 3:13 / jusei-gači                    | 8. října 2019             | Grand Slam 2019                   | Brasília, Brazílie                |
| 2019 Grand Prix nad 100 kg       |                           |                               |                                      |                           |                                   |                                   |
| vítězství                        | 144-47                    | Johannes Frey (GER)           | 2:35 / držení                        | 5. července 2019          | Grand Prix 2019                   | Montréal, Kanada                  |
| prohra                           | 143-47                    | Teddy Riner (FRA)             | 6:00 (gs) / harai-goši               | 5. července 2019          | Grand Prix 2019                   | Montréal, Kanada                  |
| vítězství                        | 143-46                    | Marc Deschênes (CAN)          | 2:14 / joko-guruma                   | 5. července 2019          | Grand Prix 2019                   | Montréal, Kanada                  |
| 2019 Grand Prix nad 100 kg       |                           |                               |                                      |                           |                                   |                                   |
| vítězství                        | 142-46                    | Alan Cchovrebov (RUS)         | 5:16 (gs) / jusei-gači               | 24. května 2019           | Grand Prix 2019                   | Chöch chot, Čína                  |
| prohra                           | 141-46                    | Kim Min-čong (KOR)            | waz / kontr. (ksk)                   | 24. května 2019           | Grand Prix 2019                   | Chöch chot, Čína                  |
| vítězství                        | 141-45                    | Levan Matyjašvili (GEO)       | 2:33 / o-soto-gari                   | 24. května 2019           | Grand Prix 2019                   | Chöch chot, Čína                  |
| vítězství                        | 140-45                    | Čchen Šeng-min (TPE)          | 1:38 / stg+držení                    | 24. května 2019           | Grand Prix 2019                   | Chöch chot, Čína                  |
| 2019 Grand Prix nad 100 kg       |                           |                               |                                      |                           |                                   |                                   |
| vítězství                        | 139-45                    | Ušangi Kokauri (AZE)          | 2:02 / o-soto-otoši                  | 5. dubna 2019             | Grand Prix 2019                   | Antalya, Turecko                  |
| vítězství                        | 138-45                    | Inal Tasojev (RUS)            | 4:51 (gs) / držení                   | 5. dubna 2019             | Grand Prix 2019                   | Antalya, Turecko                  |
| prohra                           | 137-45                    | Vlăduț Simionescu (ROU)       | 1:46 / jusei-gači                    | 5. dubna 2019             | Grand Prix 2019                   | Antalya, Turecko                  |
| vítězství                        | 137-44                    | Vladislav Těrpickij (BLR)     | 4:39 (gs) / kug+páčení               | 5. dubna 2019             | Grand Prix 2019                   | Antalya, Turecko                  |
| vítězství                        | 136-44                    | Ivajlo Dimitrov (BUL)         | 2:53 / isn+páčení                    | 5. dubna 2019             | Grand Prix 2019                   | Antalya, Turecko                  |
| 2018 Turnaj mistrů nad 100 kg    |                           |                               |                                      |                           |                                   |                                   |
| prohra                           | 135-44                    | Tamerlan Bašajev (RUS)        | waz / eri-seoi-nage                  | 15. prosince 2018         | Turnaj mistrů 2018                | Kanton, Čína                      |
| 2018 Grand Slam nad 100 kg       |                           |                               |                                      |                           |                                   |                                   |
| prohra                           | 135-43                    | Henk Grol (NED)               | waz / ko-uči-gari                    | 23. listopadu 2018        | Grand Slam 2018 (Kano Cup)        | Osaka, Japonsko                   |
| vítězství                        | 135-42                    | Kokoro Kageura (JPN)          | 6:12 (gs) / páčení                   | 23. listopadu 2018        | Grand Slam 2018 (Kano Cup)        | Osaka, Japonsko                   |
| vítězství                        | 134-42                    | Sven Heinle (GER)             | 3:30 / škrcení                       | 23. listopadu 2018        | Grand Slam 2018 (Kano Cup)        | Osaka, Japonsko                   |
| vítězství                        | 133-42                    | Jusei Ogawa (JPN)             | 3:14 / sumi-gaeši                    | 23. listopadu 2018        | Grand Slam 2018 (Kano Cup)        | Osaka, Japonsko                   |
| 2018 Grand Slam nad 100 kg       |                           |                               |                                      |                           |                                   |                                   |
| prohra                           | 132-42                    | Inal Tasojev (RUS)            | 0:05 / o-uči-gari                    | 27. října 2018            | Grand Slam 2018                   | Abú Zabí, Spojené arabské emiráty |
| vítězství                        | 132-41                    | Ori Sason (ISR)               | 1:28 / páčení                        | 27. října 2018            | Grand Slam 2018                   | Abú Zabí, Spojené arabské emiráty |
| vítězství                        | 131-41                    | Vladislav Těrpickij (BLR)     | 4:52 (gs) / o-uči-gari               | 27. října 2018            | Grand Slam 2018                   | Abú Zabí, Spojené arabské emiráty |
| vítězství                        | 130-41                    | Galymdžan Kyrykbaj (KAZ)      | 3:59 / sug+držení                    | 27. října 2018            | Grand Slam 2018                   | Abú Zabí, Spojené arabské emiráty |
| 2018 Grand Prix nad 100 kg       |                           |                               |                                      |                           |                                   |                                   |
| vítězství                        | 129-41                    | Andy Granda (CUB)             | 4:23 (gs) / sumi-gaeši               | 12. října 2018            | Grand Prix 2018                   | Cancún, Mexiko                    |
| vítězství                        | 128-41                    | Tamerlan Bašajev (RUS)        | 4:57 (gs) / sumi-gaeši               | 12. října 2018            | Grand Prix 2018                   | Cancún, Mexiko                    |
| vítězství                        | 127-41                    | Daniel Allerstorfer (AUT)     | 1:37 / umg+držení                    | 12. října 2018            | Grand Prix 2018                   | Cancún, Mexiko                    |
| vítězství                        | 126-41                    | Mircea Croitoru (ROU)         | 0:32 / sug+škrcení                   | 12. října 2018            | Grand Prix 2018                   | Cancún, Mexiko                    |
| 2018 Continental Open nad 100 kg |                           |                               |                                      |                           |                                   |                                   |
| vítězství                        | 125-41                    | Jur Spijkers (NED)            | 4:37 (gs) / ippon-seoi-nage          | 3. března 2018            | Continental Open 2018             | Praha, Česko                      |
| prohra                           | 124-41                    | Džavád Mahdžúb (IRI)          | 1:06 / o-soto-gari                   | 3. března 2018            | Continental Open 2018             | Praha, Česko                      |
| vítězství                        | 124-40                    | Ignas Mečajus (LTU)           | 1:48 / o-uči-gari                    | 3. března 2018            | Continental Open 2018             | Praha, Česko                      |
| vítězství                        | 123-40                    | Vladyslav Berezka (UKR)       | 0:55 / škrcení                       | 3. března 2018            | Continental Open 2018             | Praha, Česko                      |
| 2018 Grand Slam nad 100 kg       |                           |                               |                                      |                           |                                   |                                   |
| vítězství                        | 122-40                    | Roy Meyer (NED)               | 5:13 (gs) / uči-mata-sukaši          | 10. února 2018            | Grand Slam 2018                   | Paříž, Francie                    |
| prohra                           | 121-40                    | Kim Song-min (KOR)            | waz / kontr. (una)                   | 10. února 2018            | Grand Slam 2018                   | Paříž, Francie                    |
| vítězství                        | 121-39                    | Alexandr Vachovjak (BLR)      | 5:11 (gs) / o-soto-otoši             | 10. února 2018            | Grand Slam 2018                   | Paříž, Francie                    |
| vítězství                        | 120-39                    | Jusei Ogawa (JPN)             | 4:42 (gs) / jusei-gači               | 10. února 2018            | Grand Slam 2018                   | Paříž, Francie                    |
| 2017 Grand Slam nad 100 kg       |                           |                               |                                      |                           |                                   |                                   |
| prohra                           | 119-39                    | Jusei Ogawa (JPN)             | 14:01 (gs) / jusei-gači              | 2. prosince 2017          | Grand Slam 2017 (Kano Cup)        | Tokio, Japonsko                   |
| vítězství                        | 119-38                    | Kokoro Kageura (JPN)          | 7:26 (gs) / sumi-gaeši               | 2. prosince 2017          | Grand Slam 2017 (Kano Cup)        | Tokio, Japonsko                   |
| vítězství                        | 118-38                    | Takeši Odžitani (JPN)         | 2:59 / o-uči-gari+ko-soto-gake       | 2. prosince 2017          | Grand Slam 2017 (Kano Cup)        | Tokio, Japonsko                   |
| vítězství                        | 117-38                    | José Cuevas (MEX)             | 1:27 / držení                        | 2. prosince 2017          | Grand Slam 2017 (Kano Cup)        | Tokio, Japonsko                   |
| 2017 Grand Prix nad 100 kg       |                           |                               |                                      |                           |                                   |                                   |
| vítězství                        | 116-38                    | Öldzíbajaryn Dűrenbajar (MGL) | 3:51 / sug+držení                    | 30. června 2017           | Grand Prix 2017                   | Chöch chot, Čína                  |
| vítězství                        | 115-38                    | Andrej Volkov (RUS)           | 3:40 / son+držení (ksk)              | 30. června 2017           | Grand Prix 2017                   | Chöch chot, Čína                  |
| vítězství                        | 114-38                    | Kim Song-min (KOR)            | waz / tomoe-nage                     | 30. června 2017           | Grand Prix 2017                   | Chöch chot, Čína                  |
| vítězství                        | 113-38                    | Adil Orazbajev (KAZ)          | 2:23 / držení                        | 30. června 2017           | Grand Prix 2017                   | Chöch chot, Čína                  |
| 2017 Grand Prix nad 100 kg       |                           |                               |                                      |                           |                                   |                                   |
| vítězství                        | 112-38                    | Jurij Krakoveckij (KGZ)       | 3:44 / oug+držení                    | 7. dubna 2017             | Grand Prix 2017                   | Antalya, Turecko                  |
| vítězství                        | 111-38                    | Žarko Ćulum (SRB)             | 3:15 / sug+držení (ksk)              | 7. dubna 2017             | Grand Prix 2017                   | Antalya, Turecko                  |
| vítězství                        | 110-38                    | Musa Tumenov (RUS)            | 2:15 / držení                        | 7. dubna 2017             | Grand Prix 2017                   | Antalya, Turecko                  |
| vítězství                        | 109-38                    | Čchen Šeng-min (TPE)          | 1:21 / oug+držení                    | 7. dubna 2017             | Grand Prix 2017                   | Antalya, Turecko                  |
| 2017 Grand Prix nad 100 kg       |                           |                               |                                      |                           |                                   |                                   |
| prohra                           | 108-38                    | Erdžan Šynkejev (KAZ)         | waz / uči-mata                       | 24. února 2017            | Grand Prix 2017                   | Düsseldorf, Německo               |
| prohra                           | 108-37                    | Kokoro Kageura (JPN)          | 4:12 (gs) / seoi-nage                | 24. února 2017            | Grand Prix 2017                   | Düsseldorf, Německo               |
| vítězství                        | 108-36                    | Benjamin Harmegnies (BEL)     | 3:31 / sug+držení                    | 24. února 2017            | Grand Prix 2017                   | Düsseldorf, Německo               |
| vítězství                        | 107-36                    | Daniel Natea (ROU)            | 2:49 / kug+držení                    | 24. února 2017            | Grand Prix 2017                   | Düsseldorf, Německo               |
| vítězství                        | 106-36                    | Alex García (CUB)             | 2:47 / držení                        | 24. února 2017            | Grand Prix 2017                   | Düsseldorf, Německo               |
| 2016 Turnaj mistrů do 100 kg     |                           |                               |                                      |                           |                                   |                                   |
| vítězství                        | 105-36                    | Lyes Bouyacoub (ALG)          | 4:41 / jusei-gači                    | 27. května 2016           | Turnaj mistrů 2016                | Guadalajara, Mexiko               |
| prohra                           | 104-36                    | Cyrille Maret (FRA)           | jusei-gači                           | 27. května 2016           | Turnaj mistrů 2016                | Guadalajara, Mexiko               |
| vítězství                        | 104-35                    | José Armenteros (CUB)         | 4:37 / joko-guruma                   | 27. května 2016           | Turnaj mistrů 2016                | Guadalajara, Mexiko               |
| vítězství                        | 103-35                    | Jorge Fonseca (POR)           | 3:03 / držení                        | 27. května 2016           | Turnaj mistrů 2016                | Guadalajara, Mexiko               |
| 2016 Continental Open do 100 kg  |                           |                               |                                      |                           |                                   |                                   |
| vítězství                        | 102-35                    | Nijaz Bilalov (RUS)           | 2:41 / sug+držení                    | 27. února 2016            | Continental Open 2016             | Praha, Česko                      |
| vítězství                        | 101-35                    | Giuliano Loporchio (ITA)      | 0:47 / sumi-gaeši                    | 27. února 2016            | Continental Open 2016             | Praha, Česko                      |
| vítězství                        | 100-35                    | Chutagín Cogtgerel (MGL)      | 3:56 / uči-mata+o-uči-gari           | 27. února 2016            | Continental Open 2016             | Praha, Česko                      |
| vítězství                        | 99-35                     | Kazbek Zankišijev (RUS)       | 2:55 / o-uči-gari+ko-soto-gake       | 27. února 2016            | Continental Open 2016             | Praha, Česko                      |
| 2016 Grand Slam do 100 kg        |                           |                               |                                      |                           |                                   |                                   |
| prohra                           | 98-35                     | Aaron Wolf (JPN)              | yuk / kontr. (tno)                   | 6. února 2016             | Grand Slam 2016                   | Paříž, Francie                    |
| vítězství                        | 98-34                     | Ramziddin Sajidov (UZB)       | jusei-gači                           | 6. února 2016             | Grand Slam 2016                   | Paříž, Francie                    |
| 2015 Grand Slam do 100 kg        |                           |                               |                                      |                           |                                   |                                   |
| prohra                           | 97-34                     | Najdangín Tüvšinbajar (MGL)   | 5:16 / joko-otoši                    | 4. prosince 2015          | Grand Slam 2015 (Kano Cup)        | Tokio, Japonsko                   |
| vítězství                        | 97-33                     | Anthony Peña (VEN)            | 3:40 / držení                        | 4. prosince 2015          | Grand Slam 2015 (Kano Cup)        | Tokio, Japonsko                   |
| 2015 Grand Slam do 100 kg        |                           |                               |                                      |                           |                                   |                                   |
| prohra                           | 96-33                     | Tagir Chajbulajev (RUS)       | yuk / ippon-seoi-nage                | 30. října 2015            | Grand Slam 2015                   | Abú Zabí, Spojené arabské emiráty |
| vítězství                        | 96-32                     | Džavád Mahdžúb (IRI)          | 2×yuk / isn+oug+držení               | 30. října 2015            | Grand Slam 2015                   | Abú Zabí, Spojené arabské emiráty |
| vítězství                        | 95-32                     | Toma Nikiforov (BEL)          | 3×yuk / tno, ugo, umg                | 30. října 2015            | Grand Slam 2015                   | Abú Zabí, Spojené arabské emiráty |
| vítězství                        | 94-32                     | Čo Ku-ham (KOR)               | 4:55 / sug+držení                    | 30. října 2015            | Grand Slam 2015                   | Abú Zabí, Spojené arabské emiráty |
| vítězství                        | 93-32                     | Michael Korrel (NED)          | 3:17 / ko-soto-gake                  | 30. října 2015            | Grand Slam 2015                   | Abú Zabí, Spojené arabské emiráty |
| 2015 Grand Slam do 100 kg        |                           |                               |                                      |                           |                                   |                                   |
| vítězství                        | 92-32                     | Zlatko Kumrić (CRO)           | 3:09 / sug+držení                    | 17. října 2015            | Grand Slam 2015                   | Paříž, Francie                    |
| prohra                           | 91-32                     | Cyrille Maret (FRA)           | 0:36 / škrcení                       | 17. října 2015            | Grand Slam 2015                   | Paříž, Francie                    |
| vítězství                        | 91-31                     | Elchan Mammadov (AZE)         | 4:26 / curi-goši+držení              | 17. října 2015            | Grand Slam 2015                   | Paříž, Francie                    |
| vítězství                        | 90-31                     | Domenico Di Guida (ITA)       | 1:42 / sug+držení                    | 17. října 2015            | Grand Slam 2015                   | Paříž, Francie                    |
| vítězství                        | 89-31                     | Hugo Pessanha (BRA)           | 2:41 / uči-mata-gaeši                | 17. října 2015            | Grand Slam 2015                   | Paříž, Francie                    |
| 2015 Turnaj mistrů do 100 kg     |                           |                               |                                      |                           |                                   |                                   |
| prohra                           | 88-31                     | Elmar Gasimov (AZE)           | waz / joko-otoši                     | 23. května 2015           | Turnaj mistrů 2015                | Rabat, Maroko                     |
| vítězství                        | 88-30                     | Toma Nikiforov (BEL)          | 3:13 / harai-goši-gaeši              | 23. května 2015           | Turnaj mistrů 2015                | Rabat, Maroko                     |
| vítězství                        | 87-30                     | Elchan Mammadov (AZE)         | 4:22 / tno+držení                    | 23. května 2015           | Turnaj mistrů 2015                | Rabat, Maroko                     |
| vítězství                        | 86-30                     | José Armenteros (CUB)         | 1:00 / držení                        | 23. května 2015           | Turnaj mistrů 2015                | Rabat, Maroko                     |
| 2015 Grand Prix do 100 kg        |                           |                               |                                      |                           |                                   |                                   |
| vítězství                        | 85-30                     | Karl-Richard Frey (GER)       | 2:49 / ko-soto-gake                  | 1. května 2015            | Grand Prix 2015                   | Záhřeb, Chorvatsko                |
| vítězství                        | 84-30                     | Miklós Cirjenics (HUN)        | 1:54 / u-uči-gari+ko-soto-gake       | 1. května 2015            | Grand Prix 2015                   | Záhřeb, Chorvatsko                |
| prohra                           | 83-30                     | Ivan Remarenko (UAE)          | 4:12 / sasae-curikomi-aši            | 1. května 2015            | Grand Prix 2015                   | Záhřeb, Chorvatsko                |
| vítězství                        | 83-29                     | Dmytro Lučyn (UKR)            | 2:10 / sug+držení                    | 1. května 2015            | Grand Prix 2015                   | Záhřeb, Chorvatsko                |
| vítězství                        | 82-29                     | Grigorij Minaškin (EST)       | 4:12 / sug+držení                    | 1. května 2015            | Grand Prix 2015                   | Záhřeb, Chorvatsko                |
| 2014 Grand Prix do 100 kg        |                           |                               |                                      |                           |                                   |                                   |
| prohra                           | 81-29                     | Gergő Fogasy (HUN)            | fusen-gači                           | 6. června 2014            | Grand Prix 2014                   | Havana, Kuba                      |
| prohra                           | 81-28                     | Toma Nikiforov (BEL)          | waz / o-uči-gari                     | 6. června 2014            | Grand Prix 2014                   | Havana, Kuba                      |
| vítězství                        | 81-27                     | Yoel Erasmo (CUB)             | 2×juko                               | 6. června 2014            | Grand Prix 2014                   | Havana, Kuba                      |
| 2014 Continental Open nad 100 kg |                           |                               |                                      |                           |                                   |                                   |
| vítězství                        | 80-27                     | Marius Paškevičius (LTU)      | 2:51 / uči-mata-gaeši                | 1. března 2014            | Continental Open 2014             | Praha, Česko                      |
| vítězství                        | 79-27                     | Öldzíbajaryn Dűrenbajar (MGL) | 1:06 / sumi-gaeši                    | 1. března 2014            | Continental Open 2014             | Praha, Česko                      |
| vítězství                        | 78-27                     | Barna Bor (HUN)               | 4:14 / škrcení                       | 1. března 2014            | Continental Open 2014             | Praha, Česko                      |
| vítězství                        | 77-27                     | Burak Serbest (TUR)           | 1:44 / aši-guruma                    | 1. března 2014            | Continental Open 2014             | Praha, Česko                      |
| vítězství                        | 76-27                     | Ruslan Abdrazakov (KAZ)       | 2:34 / oug+držení                    | 1. března 2014            | Continental Open 2014             | Praha, Česko                      |
| 2014 Grand Slam do 100 kg        |                           |                               |                                      |                           |                                   |                                   |
| prohra                           | 75-27                     | Cyrille Maret (FRA)           | jusei-gači                           | 8. února 2014             | Grand Slam 2014                   | Paříž, Francie                    |
| vítězství                        | 75-26                     | Dmitrij Peters (GER)          | fusen-gači                           | 8. února 2014             | Grand Slam 2014                   | Paříž, Francie                    |
| vítězství                        | 74-26                     | Maxime Clément (FRA)          | 4:32 / o-soto-gari+harai-goši        | 8. února 2014             | Grand Slam 2014                   | Paříž, Francie                    |
| vítězství                        | 73-26                     | Kyle Reyes (CAN)              | 6:02 (gs) / jusei-gači               | 8. února 2014             | Grand Slam 2014                   | Paříž, Francie                    |
| vítězství                        | 72-26                     | José Armenteros (CUB)         | 2:41 / sug+držení                    | 8. února 2014             | Grand Slam 2014                   | Paříž, Francie                    |
| 2013 Grand Slam do 100 kg        |                           |                               |                                      |                           |                                   |                                   |
| vítězství                        | 71-26                     | Kyle Reyes (CAN)              | yuk / sumi-gaeši                     | 29. listopadu 2013        | Grand Slam 2013 (Kano Cup)        | Tokio, Japonsko                   |
| vítězství                        | 70-26                     | Martin Pacek (SWE)            | jusei-gači                           | 29. listopadu 2013        | Grand Slam 2013 (Kano Cup)        | Tokio, Japonsko                   |
| vítězství                        | 69-26                     | Najdangín Tüvšinbajar (MGL)   | waz / sumi-gaeši                     | 29. listopadu 2013        | Grand Slam 2013 (Kano Cup)        | Tokio, Japonsko                   |
| vítězství                        | 68-26                     | Ilias Iliadis (GRE)           | yuk / sumi-gaeši                     | 29. listopadu 2013        | Grand Slam 2013 (Kano Cup)        | Tokio, Japonsko                   |
| 2013 Grand Prix do 100 kg        |                           |                               |                                      |                           |                                   |                                   |
| vítězství                        | 67-26                     | Ramadán Dervíš (EGY)          | 4:59 / sug+držení                    | 30. března 2013           | Grand Prix 2013                   | Samsun, Turecko                   |
| vítězství                        | 66-26                     | Ori Sason (ISR)               | 2:52 / páčení                        | 30. března 2013           | Grand Prix 2013                   | Samsun, Turecko                   |
| prohra                           | 65-26                     | Elmar Gasimov (AZE)           | waz / uči-mata-gaeši                 | 30. března 2013           | Grand Prix 2013                   | Samsun, Turecko                   |
| vítězství                        | 65-25                     | Davit Lorijašvili (GEO)       | 2:40 / sug+držení                    | 30. března 2013           | Grand Prix 2013                   | Samsun, Turecko                   |
| 2013 Grand Slam do 100 kg        |                           |                               |                                      |                           |                                   |                                   |
| vítězství                        | 64-25                     | Battulgyn Teműlen (MGL)       | 1:24 / páčení                        | 9. února 2013             | Grand Slam 2013                   | Paříž, Francie                    |
| vítězství                        | 63-25                     | Martin Pacek (SWE)            | 1:03 / držení                        | 9. února 2013             | Grand Slam 2013                   | Paříž, Francie                    |
| vítězství                        | 62-25                     | Jusuke Kumaširo (JPN)         | 2:01 / sumi-gaeši                    | 9. února 2013             | Grand Slam 2013                   | Paříž, Francie                    |
| vítězství                        | 61-25                     | Clément Delvert (FRA)         | 2:55 / sug+držení                    | 9. února 2013             | Grand Slam 2013                   | Paříž, Francie                    |
| vítězství                        | 60-25                     | Artem Blošenko (UKR)          | 3:50 / sug+držení                    | 9. února 2013             | Grand Slam 2013                   | Paříž, Francie                    |
| 2012 Continental Open do 100 kg  |                           |                               |                                      |                           |                                   |                                   |
| prohra                           | 59-25                     | Tagir Chajbulajev (RUS)       | juko                                 | 2. června 2012            | Continental Open 2012 (World Cup) | Madrid, Španělsko                 |
| vítězství                        | 59-24                     | Danny Meeuwsen (NED)          | 1:11 / ?                             | 2. června 2012            | Continental Open 2012 (World Cup) | Madrid, Španělsko                 |
| vítězství                        | 58-24                     | Clément Delvert (FRA)         | 2:05 / ?                             | 2. června 2012            | Continental Open 2012 (World Cup) | Madrid, Španělsko                 |
| vítězství                        | 57-24                     | Tobias Mol (NED)              | 3:27 / ?                             | 2. června 2012            | Continental Open 2012 (World Cup) | Madrid, Španělsko                 |
| 2012 Continental Open do 100 kg  |                           |                               |                                      |                           |                                   |                                   |
| vítězství                        | 56-24                     | Battulgyn Teműlen (MGL)       | 3×juko / uma, hrg, 2×šido            | 25. února 2012            | Continental Open 2012 (World Cup) | Praha, Česko                      |
| vítězství                        | 55-24                     | Chajbulla Magomedov (RUS)     | 2:46 / škrcení                       | 25. února 2012            | Continental Open 2012 (World Cup) | Praha, Česko                      |
| vítězství                        | 54-24                     | Grigorij Minaškin (EST)       | 0:47 / ksk+držení                    | 25. února 2012            | Continental Open 2012 (World Cup) | Praha, Česko                      |
| vítězství                        | 53-24                     | Daniel Dičev (BUL)            | 3:47 / škrcení                       | 25. února 2012            | Continental Open 2012 (World Cup) | Praha, Česko                      |
| vítězství                        | 52-24                     | Sidé Aouidate (MAR)           | 2:55 / o-soto-gari                   | 25. února 2012            | Continental Open 2012 (World Cup) | Praha, Česko                      |
| vítězství                        | 51-24                     | Flavio Orlik (SUI)            | 2:32 / o-uči-gari+o-soto-gari        | 25. února 2012            | Continental Open 2012 (World Cup) | Praha, Česko                      |
| 2011 Grand Slam do 100 kg        |                           |                               |                                      |                           |                                   |                                   |
| prohra                           | 50-24                     | Sergej Samojlovič (RUS)       | 2:40 / o-soto-gaeši                  | 9. prosince 2011          | Grand Slam 2011 (Kano Cup)        | Tokio, Japonsko                   |
| vítězství                        | 50-23                     | Thierry Fabre (FRA)           | 3:34/ joko-guruma                    | 9. prosince 2011          | Grand Slam 2011 (Kano Cup)        | Tokio, Japonsko                   |
| vítězství                        | 49-23                     | Benjamin Behrla (GER)         | 4:11 / o-soto-gari                   | 9. prosince 2011          | Grand Slam 2011 (Kano Cup)        | Tokio, Japonsko                   |
| 2011 Grand Prix do 100 kg        |                           |                               |                                      |                           |                                   |                                   |
| prohra                           | 48-23                     | Henk Grol (NED)               | 5:51 (gs) / ko-uči-gari+kučiki-taoši | 19. listopadu 2011        | Grand Prix 2011                   | Amsterdam, Nizozemsko             |
| vítězství                        | 48-22                     | Leonardo Leite (BRA)          | 4:11 / ?                             | 19. listopadu 2011        | Grand Prix 2011                   | Amsterdam, Nizozemsko             |
| 2011 Continental Open do 100 kg  |                           |                               |                                      |                           |                                   |                                   |
| vítězství                        | 47-22                     | Amel Mekić (BIH)              | ?                                    | 16. července 2011         | Continental Open 2011 (World Cup) | San Salvador, Salvador            |
| vítězství                        | 46-22                     | Benjamin Behrla (GER)         | juko                                 | 16. července 2011         | Continental Open 2011 (World Cup) | San Salvador, Salvador            |
| vítězství                        | 45-22                     | Adil Fikri (MAR)              | 3:22 / sug+držení                    | 16. července 2011         | Continental Open 2011 (World Cup) | San Salvador, Salvador            |
| 2011 Continental Open do 100 kg  |                           |                               |                                      |                           |                                   |                                   |
| vítězství                        | 44-22                     | Amel Mekić (BIH)              | 3:47 / ?                             | 2. července 2011          | Continental Open 2011 (World Cup) | Miami, Spojené státy americké     |
| vítězství                        | 43-22                     | José Boissard (DOM)           | 3:14 / ?                             | 2. července 2011          | Continental Open 2011 (World Cup) | Miami, Spojené státy americké     |
| vítězství                        | 42-22                     | Sergio García (MEX)           | 2:47 / ?                             | 2. července 2011          | Continental Open 2011 (World Cup) | Miami, Spojené státy americké     |
| 2011 Continental Open do 100 kg  |                           |                               |                                      |                           |                                   |                                   |
| vítězství                        | 41-22                     | Ramadán Dervíš (EGY)          | ?                                    | 4. června 2011            | Continental Open 2011 (World Cup) | Bukurešť, Rumunsko                |
| vítězství                        | 40-22                     | Leonardo Leite (BRA)          | ?                                    | 4. června 2011            | Continental Open 2011 (World Cup) | Bukurešť, Rumunsko                |
| vítězství                        | 39-22                     | Amel Mekić (BIH)              | ?                                    | 4. června 2011            | Continental Open 2011 (World Cup) | Bukurešť, Rumunsko                |
| vítězství                        | 38-22                     | Dániel Hadfi (HUN)            | ?                                    | 4. června 2011            | Continental Open 2011 (World Cup) | Bukurešť, Rumunsko                |
| vítězství                        | 37-22                     | Vjačeslav Michajlin (RUS)     | ?                                    | 4. června 2011            | Continental Open 2011 (World Cup) | Bukurešť, Rumunsko                |
| 2011 Grand Slam do 100 kg        |                           |                               |                                      |                           |                                   |                                   |
| prohra                           | 36-22                     | Zafar Machmadov (RUS)         | 4:00 / sukui-nage (te-guruma)        | 27. května 2011           | Grand Slam 2011                   | Moskva, Rusko                     |
| 2011 Grand Prix do 100 kg        |                           |                               |                                      |                           |                                   |                                   |
| prohra                           | 36-21                     | Daniel Brata (ROU)            | 0:41 / ?                             | 6. května 2011            | Grand Prix 2011                   | Baku, Ázerbájdžán                 |
| vítězství                        | 36-20                     | Aschab Kostojev (RUS)         | 1:47 / ?                             | 6. května 2011            | Grand Prix 2011                   | Baku, Ázerbájdžán                 |
| 2011 Continental Open do 100 kg  |                           |                               |                                      |                           |                                   |                                   |
| prohra                           | 35-20                     | Bálint Farkas (HUN)           | 1:15 / ?                             | 26. února 2011            | Continental Open 2011 (World Cup) | Varšava, Polsko                   |
| vítězství                        | 35-19                     | Daniel Dičev (BUL)            | 4:10 / 4×šido                        | 26. února 2011            | Continental Open 2011 (World Cup) | Varšava, Polsko                   |
| 2011 Grand Prix do 100 kg        |                           |                               |                                      |                           |                                   |                                   |
| prohra                           | 34-19                     | Dmitrij Peters (GER)          | 3:32 / páčení                        | 19. února 2011            | Grand Prix 2011                   | Düsseldorf, Německo               |
| vítězství                        | 34-18                     | Battulgyn Teműlen (MGL)       | 2×juko / oug, hra                    | 19. února 2011            | Grand Prix 2011                   | Düsseldorf, Německo               |
| vítězství                        | 33-18                     | Benjamin Behrla (GER)         | 5:19 (gs) / sumi-gaeši               | 19. února 2011            | Grand Prix 2011                   | Düsseldorf, Německo               |
| vítězství                        | 32-18                     | Akramdžan Marazykov (KAZ)     | 1:59 / sug+držení                    | 19. února 2011            | Grand Prix 2011                   | Düsseldorf, Německo               |
| 2011 Grand Slam do 100 kg        |                           |                               |                                      |                           |                                   |                                   |
| prohra                           | 31-18                     | Vjačeslav Denysov (UKR)       | yuk / 2×šido                         | 5. února 2011             | Grand Slam 2011                   | Paříž, Francie                    |
| 2011 Turnaj mistrů do 100 kg     |                           |                               |                                      |                           |                                   |                                   |
| prohra                           | 31-17                     | Hwang Hui-te (KOR)            | 3×juko / držení, isn, tno            | 15. ledna 2011            | Turnaj mistrů 2011                | Baku, Ázerbájdžán                 |
| 2010 Continental Open do 100 kg  |                           |                               |                                      |                           |                                   |                                   |
| prohra                           | 31-16                     | Battulgyn Teműlen (MGL)       | 1:59 / ?                             | 3. prosince 2010          | Continental Open 2010 (World Cup) | Suwon, Jižní Korea                |
| prohra                           | 31-15                     | Pak Son-u (KOR)               | 3:14 / ?                             | 3. prosince 2010          | Continental Open 2010 (World Cup) | Suwon, Jižní Korea                |
| vítězství                        | 31-14                     | Alex Reiller (BRA)            | wazari                               | 3. prosince 2010          | Continental Open 2010 (World Cup) | Suwon, Jižní Korea                |
| 2010 Grand Prix do 100 kg        |                           |                               |                                      |                           |                                   |                                   |
| prohra                           | 30-14                     | Ramziddin Sajidov (UZB)       | 3:16 / ?                             | 22. listopadu 2010        | Grand Prix 2010                   | Abú Zabí, Spojené arabské emiráty |
| vítězství                        | 30-13                     | Jevgenij Borodavko (LAT)      | 3:16 / ?                             | 22. listopadu 2010        | Grand Prix 2010                   | Abú Zabí, Spojené arabské emiráty |
| vítězství                        | 29-13                     | Martin Pacek (SWE)            | 2:50 / ?                             | 22. listopadu 2010        | Grand Prix 2010                   | Abú Zabí, Spojené arabské emiráty |
| 2010 Grand Prix do 100 kg        |                           |                               |                                      |                           |                                   |                                   |
| prohra                           | 28-13                     | Martin Pacek (SWE)            | 3:16 / ?                             | 16. října 2010            | Grand Prix 2010                   | Rotterdam, Nizozemsko             |
| 2010 Continental Open do 100 kg  |                           |                               |                                      |                           |                                   |                                   |
| prohra                           | 28-12                     | Roman Polosin (RUS)           | ?                                    | 24. července 2010         | Continental Open 2010 (World Cup) | Ulánbátar, Mongolsko              |
| prohra                           | 28-11                     | Battulgyn Teműlen (MGL)       | 1:51 / ?                             | 24. července 2010         | Continental Open 2010 (World Cup) | Ulánbátar, Mongolsko              |
| vítězství                        | 28-10                     | Batsúrín Bat-Oršich (MGL)     | 3:20/ ?                              | 24. července 2010         | Continental Open 2010 (World Cup) | Ulánbátar, Mongolsko              |
| 2010 Continental Open do 100 kg  |                           |                               |                                      |                           |                                   |                                   |
| vítězství                        | 27-10                     | Jevgenij Borodavko (LAT)      | ?                                    | 13. června 2010           | Continental Open 2010 (World Cup) | Lisabon, Portugalsko              |
| vítězství                        | 26-10                     | Martin Pacek (SWE)            | ?                                    | 13. června 2010           | Continental Open 2010 (World Cup) | Lisabon, Portugalsko              |
| vítězství                        | 25-10                     | Zoltán Pálkovács (SVK)        | ?                                    | 13. června 2010           | Continental Open 2010 (World Cup) | Lisabon, Portugalsko              |
| vítězství                        | 24-10                     | Jaroslav Ryťko (UKR)          | ?                                    | 13. června 2010           | Continental Open 2010 (World Cup) | Lisabon, Portugalsko              |
| 2010 Grand Prix do 100 kg        |                           |                               |                                      |                           |                                   |                                   |
| prohra                           | 23-10                     | Levan Žoržolijani (GEO)       | 4:51 / 4×šido                        | 9. května 2010            | Grand Prix 2010                   | Tunis, Tunisko                    |
| vítězství                        | 23-9                      | Magomed Magomedov (RUS)       | wazari                               | 9. května 2010            | Grand Prix 2010                   | Tunis, Tunisko                    |
| 2010 Continental Open do 100 kg  |                           |                               |                                      |                           |                                   |                                   |
| vítězství                        | 22-9                      | Martin Pacek (SWE)            | ?                                    | 28. února 2010            | Continental Open 2010 (World Cup) | Praha, Česko                      |
| vítězství                        | 21-9                      | Levan Žoržolijani (GEO)       | ?                                    | 28. února 2010            | Continental Open 2010 (World Cup) | Praha, Česko                      |
| prohra                           | 20-9                      | Vjačeslav Denysov (UKR)       | 3:27 / tani-otoši                    | 28. února 2010            | Continental Open 2010 (World Cup) | Praha, Česko                      |
| vítězství                        | 20-8                      | Zoltán Pálkovács (SVK)        | ?                                    | 28. února 2010            | Continental Open 2010 (World Cup) | Praha, Česko                      |
| vítězství                        | 19-8                      | Feyyaz Yazıcı (TUR)           | ?                                    | 28. února 2010            | Continental Open 2010 (World Cup) | Praha, Česko                      |
| 2010 Grand Prix do 100 kg        |                           |                               |                                      |                           |                                   |                                   |
| prohra                           | 18-8                      | Takamasa Anai (JPN)           | 3:39 / uči-mata+držení               | 21. února 2010            | Grand Prix 2010                   | Düsseldorf, Německo               |
| vítězství                        | 18-7                      | Elco van der Geest (BEL)      | 1:08 / ?                             | 21. února 2010            | Grand Prix 2010                   | Düsseldorf, Německo               |
| vítězství                        | 17-7                      | Hwang Hui-te (KOR)            | wazari                               | 21. února 2010            | Grand Prix 2010                   | Düsseldorf, Německo               |
| vítězství                        | 16-7                      | Jevgenij Borodavko (LAT)      | 4:47 / ?                             | 21. února 2010            | Grand Prix 2010                   | Düsseldorf, Německo               |
| vítězství                        | 15-7                      | Andrij Blošenko (UKR)         | 3:27 / sug+držení                    | 21. února 2010            | Grand Prix 2010                   | Düsseldorf, Německo               |
| 2010 Turnaj mistrů do 100 kg     |                           |                               |                                      |                           |                                   |                                   |
| prohra                           | 14-7                      | Tagir Chajbulajev (RUS)       | 2×juko                               | 17. ledna 2010            | Turnaj mistrů 2010                | Suwon, Jižní Korea                |
| 2009 Grand Slam do 100 kg        |                           |                               |                                      |                           |                                   |                                   |
| prohra                           | 14-6                      | Takamasa Anai (JPN)           | 1:20 / seoi-nage                     | 13. prosince 2009         | Grand Slam 2009 (Kano Cup)        | Tokio, Japonsko                   |
| vítězství                        | 14-5                      | Jevgenij Borodavko (LAT)      | 3:12 / držení                        | 13. prosince 2009         | Grand Slam 2009 (Kano Cup)        | Tokio, Japonsko                   |
| vítězství                        | 13-5                      | Daisuke Kobajaši (JPN)        | 4:59 / sug+držení                    | 13. prosince 2009         | Grand Slam 2009 (Kano Cup)        | Tokio, Japonsko                   |
| vítězství                        | 12-5                      | Shintaro Higashi (USA)        | 1:36 / držení                        | 13. prosince 2009         | Grand Slam 2009 (Kano Cup)        | Tokio, Japonsko                   |
| 2009 Continental Open do 100 kg  |                           |                               |                                      |                           |                                   |                                   |
| vítězství                        | 11-5                      | Thierry Fabre (FRA)           | ?                                    | 5. prosince 2009          | Continental Open 2009 (World Cup) | Suwon, Jižní Korea                |
| prohra                           | 10-5                      | Hwang Hui-te (KOR)            | ?                                    | 5. prosince 2009          | Continental Open 2009 (World Cup) | Suwon, Jižní Korea                |
| vítězství                        | 10-4                      | Frédéric Stiegelmann (FRA)    | ?                                    | 5. prosince 2009          | Continental Open 2009 (World Cup) | Suwon, Jižní Korea                |
| 2009 Continental Open do 100 kg  |                           |                               |                                      |                           |                                   |                                   |
| vítězství                        | 9-4                       | Dániel Hadfi (HUN)            | 3:59 / ?                             | 6. června 2009            | Continental Open 2009 (World Cup) | Bukurešť, Rumunsko                |
| vítězství                        | 8-4                       | Alberto Borin (ITA)           | 3:59 / ?                             | 6. června 2009            | Continental Open 2009 (World Cup) | Bukurešť, Rumunsko                |
| vítězství                        | 7-4                       | Vitalij Poljanskyj (UKR)      | 4:49 / ?                             | 6. června 2009            | Continental Open 2009 (World Cup) | Bukurešť, Rumunsko                |
| vítězství                        | 6-4                       | Leandro Gonçalves (BRA)       | 3:43 / ?                             | 6. června 2009            | Continental Open 2009 (World Cup) | Bukurešť, Rumunsko                |
| 2009 Continental Open do 100 kg  |                           |                               |                                      |                           |                                   |                                   |
| prohra                           | 5-4                       | Levan Žoržolijani (GEO)       | wazari                               | 1. března 2009            | Continental Open 2009 (World Cup) | Varšava, Polsko                   |
| vítězství                        | 5-3                       | Tomi Jaakkola (FIN)           | ?                                    | 1. března 2009            | Continental Open 2009 (World Cup) | Varšava, Polsko                   |
| 2009 Grand Prix do 100 kg        |                           |                               |                                      |                           |                                   |                                   |
| prohra                           | 4-3                       | Henk Grol (NED)               | 2:41 / seoi-otoši                    | 22. února 2009            | Grand Prix 2009                   | Hamburk, Německo                  |
| 2009 Continental Open do 100 kg  |                           |                               |                                      |                           |                                   |                                   |
| prohra                           | 4-2                       | Thierry Fabre (FRA)           | ?                                    | 15. února 2009            | Continental Open 2009 (World Cup) | Budapešť, Maďarsko                |
| vítězství                        | 4-1                       | Kamil Panek (POL)             | ?                                    | 15. února 2009            | Continental Open 2009 (World Cup) | Budapešť, Maďarsko                |
| vítězství                        | 3-1                       | Dino Pfeiffer (GER)           | ?                                    | 15. února 2009            | Continental Open 2009 (World Cup) | Budapešť, Maďarsko                |
| 2008 World Cup do 100 kg         |                           |                               |                                      |                           |                                   |                                   |
| prohra                           | 2-1                       | Przemysław Matyjaszek (POL)   | 3:08 / ?                             | 2. března 2008            | World Cup 2008                    | Praha, Česko                      |
| vítězství                        | 2-0                       | Andy Burns (GBR)              | 2×juko                               | 2. března 2008            | World Cup 2008                    | Praha, Česko                      |
| vítězství                        | 1-0                       | Arman Abeuov (KAZ)            | 4:04 / ?                             | 2. března 2008            | World Cup 2008                    | Praha, Česko                      |

### Ostatní mezinárodní turnaje
Turnaje, které se nepočítají do rankingu (žebříčku) IJF (před rokem 2009 do EJU) – turnaje bez rozdílu vah, různé mezinárodní turnaje (evropský pohár apod.), kontinentální hry, mládežnické turnaje (mistrovství světa a Evropy) a turnaje, které nespadají do kompetencí IJF (resp. MOV) – univerzitní, armádní, policejní, hasičské atd. turnaje. Mezi ostatní turnaje nejsou zahrnuty mládežnické turnaje (všechny turnaje mimo mistrovství světa a Evropy), soutěže týmů (ligové soutěže apod.) a exhibice (Judo Show Cup apod.).
| vítězství                                   | Masaru Momose (JPN)            | 5. července 2013   | Letní univerziáda             | Kazaň, Rusko          |
| vítězství                                   | Kim Song-min (KOR)             | 5. července 2013   | Letní univerziáda             | Kazaň, Rusko          |
| vítězství                                   | Maciej Sarnacki (POL)          | 5. července 2013   | Letní univerziáda             | Kazaň, Rusko          |
| vítězství                                   | Jean-Sébastien Bonvoisin (FRA) | 5. července 2013   | Letní univerziáda             | Kazaň, Rusko          |
| vítězství                                   | David Moura (BRA)              | 5. července 2013   | Letní univerziáda             | Kazaň, Rusko          |
| 2013 Letní univerziáda do 100 kg            |                                |                    |                               |                       |
| vítězství                                   | Zafar Machmadov (RUS)          | 2. července 2013   | Letní univerziáda             | Kazaň, Rusko          |
| vítězství                                   | Sim Či-ho (KOR)                | 2. července 2013   | Letní univerziáda             | Kazaň, Rusko          |
| vítězství                                   | Clément Delvert (FRA)          | 2. července 2013   | Letní univerziáda             | Kazaň, Rusko          |
| vítězství                                   | Grigorij Minaškin (EST)        | 2. července 2013   | Letní univerziáda             | Kazaň, Rusko          |
| vítězství                                   | Battulgyn Teműlen (MGL)        | 2. července 2013   | Letní univerziáda             | Kazaň, Rusko          |
| 2012 Mistrovství Evropy do 23 let do 100 kg |                                |                    |                               |                       |
| vítězství                                   | Tomasz Domański (POL)          | 18. listopadu 2012 | Mistrovství Evropy do 23 let  | Praha, Česko          |
| vítězství                                   | Artur Nikiforenko (LAT)        | 18. listopadu 2012 | Mistrovství Evropy do 23 let  | Praha, Česko          |
| vítězství                                   | Karl-Richard Frey (GER)        | 18. listopadu 2012 | Mistrovství Evropy do 23 let  | Praha, Česko          |
| vítězství                                   | Toma Nikiforov (BEL)           | 18. listopadu 2012 | Mistrovství Evropy do 23 let  | Praha, Česko          |
| vítězství                                   | Gábor Vér (HUN)                | 18. listopadu 2012 | Mistrovství Evropy do 23 let  | Praha, Česko          |
| 2012 Evropský pohár do 100 kg               |                                |                    |                               |                       |
| vítězství                                   | Viktor Děmjaněnko (KAZ)        | 24. července 2012  | Evropský pohár                | Praha, Česko          |
| vítězství                                   | Maxim Rakov (KAZ)              | 24. července 2012  | Evropský pohár                | Praha, Česko          |
| vítězství                                   | Dmitrij Peters (GER)           | 24. července 2012  | Evropský pohár                | Praha, Česko          |
| vítězství                                   | Patrik Moser (SUI)             | 24. července 2012  | Evropský pohár                | Praha, Česko          |
| vítězství                                   | James Austin (GBR)             | 24. července 2012  | Evropský pohár                | Praha, Česko          |
| 2010 Evropský pohár do 100 kg               |                                |                    |                               |                       |
| prohra                                      | Andrej Tamčuk (RUS)            | 26. června 2010    | Evropský pohár                | Orenburg, Rusko       |
| prohra                                      | Ivan Peršin (RUS)              | 26. června 2010    | Evropský pohár                | Orenburg, Rusko       |
| 2009 Mistrovství světa juniorů do 100 kg    |                                |                    |                               |                       |
| vítězství                                   | Tomasz Domański (POL)          | 25. října 2009     | Mistrovství světa juniorů     | Paříž, Francie        |
| vítězství                                   | Tobias Mol (NED)               | 25. října 2009     | Mistrovství světa juniorů     | Paříž, Francie        |
| vítězství                                   | Alejandro San Martín (ESP)     | 25. října 2009     | Mistrovství světa juniorů     | Paříž, Francie        |
| vítězství                                   | Ori Sason (ISR)                | 25. října 2009     | Mistrovství světa juniorů     | Paříž, Francie        |
| vítězství                                   | Tomáš Szarka (SVK)             | 25. října 2009     | Mistrovství světa juniorů     | Paříž, Francie        |
| 2009 Mistrovství Evropy juniorů do 100 kg   |                                |                    |                               |                       |
| prohra                                      | Elmar Gasimov (AZE)            | 13. září 2009      | Mistrovství Evropy juniorů    | Jerevan, Arménie      |
| vítězství                                   | Pierre Borkowski (GER)         | 13. září 2009      | Mistrovství Evropy juniorů    | Jerevan, Arménie      |
| vítězství                                   | Alejandro San Martín (ESP)     | 13. září 2009      | Mistrovství Evropy juniorů    | Jerevan, Arménie      |
| vítězství                                   | Szabolcs Pocskai (HUN)         | 13. září 2009      | Mistrovství Evropy juniorů    | Jerevan, Arménie      |
| vítězství                                   | Tobias Mol (NED)               | 13. září 2009      | Mistrovství Evropy juniorů    | Jerevan, Arménie      |
| 2009 Evropský pohár do 100 kg               |                                |                    |                               |                       |
| vítězství                                   | João Taveira (POR)             | 21. června 2009    | Evropský pohár                | Celje, Slovinsko      |
| vítězství                                   | Simon Schweinberger (AUT)      | 21. června 2009    | Evropský pohár                | Celje, Slovinsko      |
| vítězství                                   | Matthias Zimmermann (SUI)      | 21. června 2009    | Evropský pohár                | Celje, Slovinsko      |
| vítězství                                   | Nemanja Tomić (SRB)            | 21. června 2009    | Evropský pohár                | Celje, Slovinsko      |
| 2008 Mistrovství světa juniorů do 100 kg    |                                |                    |                               |                       |
| vítězství                                   | Marvin Huisman (NED)           | 24. října 2008     | Mistrovství světa juniorů     | Bangkok, Thajsko      |
| vítězství                                   | Kacuoki Terašima (JPN)         | 24. října 2008     | Mistrovství světa juniorů     | Bangkok, Thajsko      |
| vítězství                                   | Ibragim Chamchojev (RUS)       | 24. října 2008     | Mistrovství světa juniorů     | Bangkok, Thajsko      |
| vítězství                                   | Tresor Ngoba (COD)             | 24. října 2008     | Mistrovství světa juniorů     | Bangkok, Thajsko      |
| vítězství                                   | Jü Čchung-jüan (TPE)           | 24. října 2008     | Mistrovství světa juniorů     | Bangkok, Thajsko      |
| 2008 Mistrovství Evropy juniorů do 100 kg   |                                |                    |                               |                       |
| vítězství                                   | Marvin Huisman (NED)           | 14. září 2008      | Mistrovství Evropy juniorů    | Varšava, Polsko       |
| vítězství                                   | Anton Marculevič (BLR)         | 14. září 2008      | Mistrovství Evropy juniorů    | Varšava, Polsko       |
| vítězství                                   | Jonas Savatier (FRA)           | 14. září 2008      | Mistrovství Evropy juniorů    | Varšava, Polsko       |
| vítězství                                   | Max Rollwage (GER)             | 14. září 2008      | Mistrovství Evropy juniorů    | Varšava, Polsko       |
| vítězství                                   | Daniel Dičev (BUL)             | 14. září 2008      | Mistrovství Evropy juniorů    | Varšava, Polsko       |
| 2008 Evropský pohár do 100 kg               |                                |                    |                               |                       |
| prohra                                      | Dmitrij Peters (GER)           | 6. července 2008   | Evropský pohár                | Braunschweig, Německo |
| prohra                                      | Peter Cousins (GBR)            | 6. července 2008   | Evropský pohár                | Braunschweig, Německo |
| vítězství                                   | Zoltán Pálkovács (SVK)         | 6. července 2008   | Evropský pohár                | Braunschweig, Německo |
| vítězství                                   | Daniel Brata (ROU)             | 6. července 2008   | Evropský pohár                | Braunschweig, Německo |
| vítězství                                   | Paul Mechielsen (NED)          | 6. července 2008   | Evropský pohár                | Braunschweig, Německo |
| 2007 Mistrovství Evropy do 23 let do 100 kg |                                |                    |                               |                       |
| prohra                                      | Martin Janota (SVK)            | 25. listopadu 2007 | Mistrovství Evropy do 23 let  | Salcburk, Rakousko    |
| vítězství                                   | Miloš Vukotić (CRO)            | 25. listopadu 2007 | Mistrovství Evropy do 23 let  | Salcburk, Rakousko    |
| 2007 Mistrovství Evropy juniorů do 100 kg   |                                |                    |                               |                       |
| prohra                                      | Vladimir Osnač (LAT)           | 7. října 2007      | Mistrovství Evropy juniorů    | Praha, Česko          |
| prohra                                      | Denis Herbst (GER)             | 7. října 2007      | Mistrovství Evropy juniorů    | Praha, Česko          |
| vítězství                                   | Hasan Ahmadov (AZE)            | 7. října 2007      | Mistrovství Evropy juniorů    | Praha, Česko          |
| vítězství                                   | Daniel Buendía (ESP)           | 7. října 2007      | Mistrovství Evropy juniorů    | Praha, Česko          |
| vítězství                                   | Goran Komljenović (BIH)        | 7. října 2007      | Mistrovství Evropy juniorů    | Praha, Česko          |
| 2006 Mistrovství Evropy dorostenců do 90 kg |                                |                    |                               |                       |
| prohra                                      | Pablo Tomasetti (ITA)          | 25. června 2006    | Mistrovství Evropy dorostenců | Miskolc, Maďarsko     |
| vítězství                                   | Sandro Tevdorašvili (GEO)      | 25. června 2006    | Mistrovství Evropy dorostenců | Miskolc, Maďarsko     |
| vítězství                                   | Robert Blažević (CRO)          | 25. června 2006    | Mistrovství Evropy dorostenců | Miskolc, Maďarsko     |
| vítězství                                   | Anton Marculevič (BLR)         | 25. června 2006    | Mistrovství Evropy dorostenců | Miskolc, Maďarsko     |